# Temporada 2023 del fútbol ecuatoriano
La temporada 2023 del fútbol ecuatoriano abarcó todas las actividades deportivas relacionadas con las selecciones nacionales de Ecuador femeninas y masculinas, así como los diferentes torneos de clubes de primera, segunda y tercera división.
La selección ecuatoriana de fútbol absoluta inició su participación en las eliminatorias sudamericanas al Mundial Canadá, Estados Unidos y México 2026. Las selecciones juveniles disputaron los campeonatos sudamericanos clasificatorios al mundial de la categoría. 

## Selecciones nacionales masculinas

### Selección absoluta

#### Eliminatorias mundialistas a Canadá, Estados Unidos y México 2026
La Confederación Sudamericana de Fútbol (Conmebol) tiene asignado seis cupos directos para que sus selecciones miembros puedan disputar la Copa Mundial de Fútbol de 2026 a celebrarse en Canadá Estados Unidos y México; esto debido al aumento de participantes de 32 a 48 y de 4.5 a 6.5 cupos por parte de la FIFA, además de un séptimo cupo para que dispute el torneo de repechajes contra representantes de otras confederaciones. El formato se espera que sea similar a ediciones anteriores y consiste de un sistema de todos contra todos (sistema de liga) con partidos de ida y vuelta entre todas las diez selecciones miembros; al finalizar la eliminatoria, los primeros seis lugares recibirán los cupos directos, el séptimo lugar disputará el repechaje.
La fecha prevista de inicio fue en septiembre de 2023.
| Pos. | Equipo    | Pts. | PJ | G | E | P | GF | GC | Dif. | Clasificación        |
| ---- | --------- | ---- | -- | - | - | - | -- | -- | ---- | -------------------- |
| 3    | Colombia  | 12   | 6  | 3 | 3 | 0 | 6  | 3  | +3   | Copa Mundial 2026    |
| 4    | Venezuela | 9    | 6  | 2 | 3 | 1 | 6  | 3  | +3   | Copa Mundial 2026    |
| 5    | Ecuador   | 8    | 6  | 3 | 2 | 1 | 5  | 3  | +2   | Copa Mundial 2026    |
| 6    | Brasil    | 7    | 6  | 2 | 1 | 3 | 8  | 7  | +1   | Copa Mundial 2026    |
| 7    | Paraguay  | 5    | 6  | 1 | 2 | 3 | 1  | 3  | −2   | Torneo de Repechajes |

 Fuente: FIFA, Conmebol
Criterios de clasificación: Puntos · Enfrentamientos directos · Diferencia de goles · Goles a favor · Sorteo.
Notas:
1. ↑  Ecuador fue sancionado por el TAS con 3 puntos menos, por el caso Byron Castillo.[6]

### Selección sub-20

#### Campeonato Sudamericano Sub-20
Primera fase - Grupo B
| Pos. | Equipo    | Pts. | PJ | G | E | P | GF | GC | Dif. | Clasificación   |
| ---- | --------- | ---- | -- | - | - | - | -- | -- | ---- | --------------- |
| 1    | Uruguay   | 10   | 4  | 3 | 1 | 0 | 11 | 2  | +9   | Hexagonal final |
| 2    | Venezuela | 6    | 4  | 2 | 0 | 2 | 2  | 4  | −2   | Hexagonal final |
| 3    | Ecuador   | 5    | 4  | 1 | 2 | 1 | 3  | 3  | 0    | Hexagonal final |
| 4    | Chile     | 4    | 4  | 1 | 1 | 2 | 2  | 5  | −3   |                 |
| 5    | Bolivia   | 3    | 4  | 1 | 0 | 3 | 2  | 6  | −4   |                 |

 Fuente: Conmebol
Criterios de clasificación: Puntos · Enfrentamientos directos · Diferencia de goles · Goles a favor · Sorteo.
| Fecha 1; 20 de enero | Ecuador   | 1 – 1   | Chile       | Estadio Deportivo Cali, Palmira |                           |
| 19:30 (UTC-5)        | Cuero 33' | Reporte | Conelli 25' | Árbitro(s): Carlos Ortega       | Árbitro(s): Carlos Ortega |

| Fecha 2; 22 de enero | Bolivia | 0 – 1   | Ecuador          | Estadio Deportivo Cali, Palmira |                              |
| 16:00 (UTC-5)        |         | Reporte | Durán 79' (a.g.) | Árbitro(s): Antonio Carvalho    | Árbitro(s): Antonio Carvalho |

| Fecha 4; 26 de enero | Venezuela          | 1 – 0   | Ecuador | Estadio Deportivo Cali, Palmira |                             |
| 19:30 (UTC-5)        | Alcócer 15' (pen.) | Reporte |         | Árbitro(s): Braulio Machado     | Árbitro(s): Braulio Machado |

| Fecha 5; 28 de enero | Ecuador   | 1 – 1   | Uruguay    | Estadio Deportivo Cali, Palmira |                              |
| 18:30 (UTC-5)        | Cuero 15' | Reporte | Chagas 13' | Árbitro(s): Nicolás Lamolina    | Árbitro(s): Nicolás Lamolina |

Hexagonal final
| Pos. | Equipo    | Pts. | PJ | G | E | P | GF | GC | Dif. | Clasificación                         |
| ---- | --------- | ---- | -- | - | - | - | -- | -- | ---- | ------------------------------------- |
| 2    | Uruguay   | 12   | 5  | 4 | 0 | 1 | 8  | 4  | +4   | Mundial Sub-20 y Juegos Panamericanos |
| 3    | Colombia  | 10   | 5  | 3 | 1 | 1 | 6  | 2  | +4   | Mundial Sub-20 y Juegos Panamericanos |
| 4    | Ecuador   | 4    | 5  | 1 | 1 | 3 | 5  | 8  | −3   | Mundial Sub-20                        |
| 5    | Venezuela | 2    | 5  | 0 | 2 | 3 | 4  | 11 | −7   |                                       |
| 6    | Paraguay  | 1    | 5  | 0 | 1 | 4 | 2  | 9  | −7   |                                       |

 Fuente: Conmebol
Criterios de clasificación: Puntos · Enfrentamientos directos · Diferencia de goles · Goles a favor · Sorteo.
| Fecha 1; 31 de enero | Brasil                                   | 3 – 1   | Ecuador      | Estadio El Campín, Bogotá    |                              |
| 17:30 (UTC-5)        | Vitor Roque 14', 28' · Andrey Santos 81' | Reporte | González 76' | Árbitro(s): Augusto Menéndez | Árbitro(s): Augusto Menéndez |

| Fecha 2; 3 de febrero | Uruguay                            | 2 – 1   | Ecuador    | Estadio Metropolitano de Techo, Bogotá |                              |
| 15:00 (UTC-5)         | Díaz 35' (pen.) · L. Rodríguez 85' | Reporte | Medina 13' | Árbitro(s): Antonio Carvalho           | Árbitro(s): Antonio Carvalho |

| Fecha 3; 6 de febrero | Colombia           | 1 – 0   | Ecuador | Estadio El Campín, Bogotá  |                            |
| 20:00 (UTC-5)         | Córdova 21' (a.g.) | Reporte |         | Árbitro(s): Cristián Garay | Árbitro(s): Cristián Garay |

| Fecha 4; 9 de febrero | Ecuador           | 1 – 1   | Venezuela  | Estadio Metropolitano de Techo, Bogotá |                            |
| 15:00 (UTC-5)         | C. Zambrano 90+1' | Reporte | Alcócer 3' | Árbitro(s): Gustavo Tejera             | Árbitro(s): Gustavo Tejera |

| Fecha 5; 12 de febrero | Ecuador        | 2 – 1   | Paraguay        | Estadio Metropolitano de Techo, Bogotá |                              |
| 16:00 (UTC-5)          | Cuero 12', 73' | Reporte | D. González 81' | Árbitro(s): Nicolás Lamolina           | Árbitro(s): Nicolás Lamolina |

#### Copa Mundial Sub-20
Grupo B
| Pos. | Equipo         | Pts. | PJ | G | E | P | GF | GC | Dif. | Clasificación    |
| ---- | -------------- | ---- | -- | - | - | - | -- | -- | ---- | ---------------- |
| 1    | Estados Unidos | 9    | 3  | 3 | 0 | 0 | 6  | 0  | +6   | Octavos de final |
| 2    | Ecuador        | 6    | 3  | 2 | 0 | 1 | 11 | 2  | +9   | Octavos de final |
| 3    | Eslovaquia     | 3    | 3  | 1 | 0 | 2 | 5  | 4  | +1   | Octavos de final |
| 4    | Fiyi           | 0    | 3  | 0 | 0 | 3 | 0  | 16 | −16  |                  |

 Fuente: FIFA
Criterios de clasificación: Puntos · Diferencia de goles · Goles a favor · Enfrentamientos directos · Sorteo.
| Fecha 1; 20 de mayo | Estados Unidos | 1 – 0   | Ecuador | Estadio San Juan del Bicentenario, San Juan               |                                                           |
| 15:00 (UTC-3)       | Gómez 90+3'    | Reporte |         | Asistencia: 14 865 espectadores Árbitro(s): Salman Falahi | Asistencia: 14 865 espectadores Árbitro(s): Salman Falahi |

| Fecha 2; 23 de mayo | Ecuador                     | 2 – 1   | Eslovaquia  | Estadio San Juan del Bicentenario, San Juan                   |                                                               |
| 18:00 (UTC-3)       | - Cuero 45+1' - Klinger 59' | Reporte | Szolgai 29' | Asistencia: 13 919 espectadores Árbitro(s): Mohammed Al-Hoish | Asistencia: 13 919 espectadores Árbitro(s): Mohammed Al-Hoish |

| Fecha 3; 26 de mayo | Ecuador | 9 – 0   | Fiyi | Estadio Único Madre de Ciudades, Santiago del Estero   |                                                        |
| 15:00 (UTC-3)       | - Páez 7' - Klinger 34' - Cuero 36', 45+6' - Minda 66', 85' - Chamba 89' - C. Zambrano 90+6' (pen.), 90+10' | Reporte |      | Asistencia: 9958 espectadores Árbitro(s): Yusuke Araki | Asistencia: 9958 espectadores Árbitro(s): Yusuke Araki |

Octavos de final
| 1 de junio    | Ecuador                           | 2 – 3   | Corea del Sur                                               | Estadio Único Madre de Ciudades, Santiago del Estero      |                                                           |
| 18:00 (UTC-3) | - Cuero 36' (pen.) - González 84' | Reporte | - Lee Young-jun 11' - Bae Joon-ho 19' - Choi Seok-hyeon 48' | Asistencia: 12 492 espectadores Árbitro(s): Oshane Nation | Asistencia: 12 492 espectadores Árbitro(s): Oshane Nation |

### Selección sub-17

#### Campeonato Sudamericano Sub-17
Primera fase - Grupo A
| Pos. | Equipo   | Pts. | PJ | G | E | P | GF | GC | Dif. | Clasificación   |
| ---- | -------- | ---- | -- | - | - | - | -- | -- | ---- | --------------- |
| 1    | Brasil   | 10   | 4  | 3 | 1 | 0 | 11 | 3  | +8   | Hexagonal final |
| 2    | Chile    | 7    | 4  | 2 | 1 | 1 | 5  | 4  | +1   | Hexagonal final |
| 3    | Ecuador  | 5    | 4  | 1 | 2 | 1 | 7  | 5  | +2   | Hexagonal final |
| 4    | Uruguay  | 4    | 4  | 1 | 1 | 2 | 2  | 5  | −3   |                 |
| 5    | Colombia | 1    | 4  | 0 | 1 | 3 | 1  | 9  | −8   |                 |

 Fuente: Conmebol
Criterios de clasificación: Puntos · Enfrentamientos directos · Diferencia de goles · Goles a favor · Sorteo.
| Fecha 1; 30 de marzo | Ecuador                         | 2 – 2   | Brasil              | Estadio Christian Benítez, Guayaquil |                           |
| 19:00 (UTC-5)        | - Reyes 87' - G. de Jesús 90+1' | Reporte | Kauã Elias 23', 36' | Árbitro(s): Roberto Pérez            | Árbitro(s): Roberto Pérez |

| Fecha 2; 1 de abril | Colombia | 0 – 4   | Ecuador                                            | Estadio Christian Benítez, Guayaquil |                             |
| 19:00 (UTC-5)       |          | Reporte | - Obando 26', 81' - G. de Jesús 76' - Bermúdez 88' | Árbitro(s): Dilio Rodríguez          | Árbitro(s): Dilio Rodríguez |

| Fecha 4; 5 de abril | Uruguay                            | 2 – 0   | Ecuador | Estadio Monumental, Guayaquil |                           |
| 20:00 (UTC-5)       | - González 47' - Barone 77' (pen.) | Reporte |         | Árbitro(s): Andrés Merlos     | Árbitro(s): Andrés Merlos |

| Fecha 5; 7 de abril | Ecuador      | 1 – 1   | Chile       | Estadio Christian Benítez, Guayaquil |                           |
| 19:00 (UTC-5)       | Bermúdez 55' | Reporte | Ampuero 39' | Árbitro(s): Roberto Pérez            | Árbitro(s): Roberto Pérez |

Hexagonal final
| Pos. | Equipo    | Pts. | PJ | G | E | P | GF | GC | Dif. | Clasificación  |
| ---- | --------- | ---- | -- | - | - | - | -- | -- | ---- | -------------- |
| 1    | Brasil    | 13   | 5  | 4 | 1 | 0 | 13 | 7  | +6   | Mundial Sub-17 |
| 2    | Ecuador   | 11   | 5  | 3 | 2 | 0 | 10 | 4  | +6   | Mundial Sub-17 |
| 3    | Argentina | 7    | 5  | 2 | 1 | 2 | 6  | 5  | +1   | Mundial Sub-17 |
| 4    | Venezuela | 7    | 5  | 2 | 1 | 2 | 7  | 5  | +2   | Mundial Sub-17 |
| 5    | Paraguay  | 4    | 5  | 1 | 1 | 3 | 4  | 8  | −4   |                |

 Fuente: Conmebol
Criterios de clasificación: Puntos · Enfrentamientos directos · Diferencia de goles · Goles a favor · Sorteo.
Notas:
1. 1 2  Puntos en partidos directos: Argentina 3, Venezuela 0.

| Fecha 1; 11 de abril | Ecuador                                              | 3 – 1   | Paraguay     | Estadio Olímpico Atahualpa, Quito |                         |
| 19:00 (UTC-5)        | - Rodríguez 43' - Bermúdez 61' - Arroyo 90+2' (pen.) | Reporte | Villalba 19' | Árbitro(s): José Burgos           | Árbitro(s): José Burgos |

| Fecha 2; 14 de abril | Chile | 0 – 3   | Ecuador                                         | Estadio Olímpico Atahualpa, Quito |                           |
| 19:00 (UTC-5)        |       | Reporte | - Bermúdez 40' - Obando 57' - G. de Jesús 90+2' | Árbitro(s): Roberto Pérez         | Árbitro(s): Roberto Pérez |

| Fecha 3; 17 de abril | Ecuador         | 2 – 2   | Brasil                                   | Estadio Olímpico Atahualpa, Quito |                          |
| 19:00 (UTC-5)        | Arroyo 23', 38' | Reporte | - Collahuazo 45' (a.g.) - Kauã Elias 52' | Árbitro(s): Simone Sozza          | Árbitro(s): Simone Sozza |

| Fecha 4; 20 de abril | Argentina | 0 – 1   | Ecuador | Estadio Olímpico Atahualpa, Quito |                           |
| 19:00 (UTC-5)        |           | Reporte | Páez 6' | Árbitro(s): Roberto Pérez         | Árbitro(s): Roberto Pérez |

| Fecha 5; 23 de abril                       | Venezuela  | 1 – 1   | Ecuador  | Estadio Olímpico Atahualpa, Quito |                             |
| 19:00 (UTC-5)                              | Colina 74' | Reporte | Páez 46' | Árbitro(s): Carlos Betancur       | Árbitro(s): Carlos Betancur |
| Ecuador logró el subcampeonato del torneo. |            |         |          |                                   |                             |

#### Copa Mundial Sub-17
Grupo A
| Pos. | Equipo    | Pts. | PJ | G | E | P | GF | GC | Dif. | Clasificación                            |
| ---- | --------- | ---- | -- | - | - | - | -- | -- | ---- | ---------------------------------------- |
| 1    | Marruecos | 6    | 3  | 2 | 0 | 1 | 5  | 3  | +2   | Octavos de final                         |
| 2    | Ecuador   | 5    | 3  | 1 | 2 | 0 | 4  | 2  | +2   | Octavos de final                         |
| 3    | Indonesia | 2    | 3  | 0 | 2 | 1 | 3  | 5  | −2   | Posible clasificación a octavos de final |
| 4    | Panamá    | 2    | 3  | 0 | 2 | 1 | 2  | 4  | −2   |                                          |

 Fuente: FIFA
Criterios de clasificación: Puntos · Diferencia de goles · Goles a favor · Enfrentamientos directos · Sorteo.
| Fecha 1; 10 de noviembre de 2023 | Indonesia | 1 – 1   | Ecuador    | Estadio Gelora Bung Tomo, Surabaya                      |                                                         |
| 19:00 (UTC+7)                    | Kaka 22'  | Reporte | Obando 28' | Asistencia: 30 583 espectadores Árbitro(s): Espen Eskås | Asistencia: 30 583 espectadores Árbitro(s): Espen Eskås |

| Fecha 2; 13 de noviembre de 2023 | Marruecos | 0 – 2   | Ecuador                    | Estadio Gelora Bung Tomo, Surabaya                       |                                                          |
| 16:00 (UTC+7)                    |           | Reporte | Bermúdez 62' (pen.), 90+3' | Asistencia: 5498 espectadores Árbitro(s): Keylor Herrera | Asistencia: 5498 espectadores Árbitro(s): Keylor Herrera |

| Fecha 3; 16 de noviembre de 2023 | Ecuador  | 1 – 1   | Panamá       | Estadio Manahan, Surakarta                        |                                                   |
| 19:00 (UTC+7)                    | Ruiz 24' | Reporte | Castillo 79' | Asistencia: 7956 espectadores Árbitro(s): Fu Ming | Asistencia: 7956 espectadores Árbitro(s): Fu Ming |

Octavos de final
| 20 de noviembre de 2023 | Ecuador        | 1:3 (1:1) | Brasil                        | Estadio Manahan, Surakarta                                 |                                                            |
| 15:30                   | Bermúdez 45+4' | Reporte   | Estevão 14', 70' · Luighi 90' | Asistencia: 3580 espectadores Árbitro(s): Atilla Karaoglan | Asistencia: 3580 espectadores Árbitro(s): Atilla Karaoglan |

## Torneos masculinos de la Conmebol

### Conmebol Recopa Sudamericana
La edición 2023 de la Recopa Sudamericana tuvo un club ecuatoriano como participante: el campeón de la Copa Sudamericana 2022, Independiente del Valle. El club sangolquileño se enfrentó  por segunda vez al campeón de la Copa Libertadores 2022, el brasileño Flamengo, en dos partidos disputados en Quito y Río de Janeiro. Por marcador global terminaron empate, el club ecuatoriano se proclamó campeón, luego de empatar la serie a 1-1 tras haber ganado en el juego de ida por 1-0, mismo resultado en la vuelta pero a favor del club brasileño, pero el cuadro sangolquileño ganaría por medio de la tanda de penales por 5-4.
| 21 de febrero | Independiente del Valle | 1:0 (0:0) | Flamengo | Estadio Banco Guayaquil, Quito        |                                       |
| 19:30 (UTC-5) | Carabajal 69'           | Reporte   |          | Árbitro(s): Piero Maza VAR: Juan Lara | Árbitro(s): Piero Maza VAR: Juan Lara |

| 28 de febrero | Flamengo                                                           | 1:0 (1:0, 0:0) (t. s.)(4:5 p.)(Global 1:1) | Independiente del Valle                             | Estadio Maracaná, Río de Janeiro             |                                              |
| 21:30 (UTC-3) | G. de Arrascaeta 90+6'                                             | Reporte                                    |                                                     | Árbitro(s): Andrés Matonte VAR: Andrés Cunha | Árbitro(s): Andrés Matonte VAR: Andrés Cunha |
|               |                                                                    | Tiros desde el punto penal                 |                                                     |                                              |                                              |
|               | G. de Arrascaeta · David Luiz · Éverton · Gerson · Gabriel Barbosa |                                            | Faravelli · Hoyos · Previtali · Schunke · Landazuri |                                              |                                              |

|                                             |
| Bandera de Ecuador                          |
| Campeón Independiente del Valle 1.er título |

### Copa Conmebol Libertadores
La edición 2023 de la Copa Libertadores de América tendrá como participantes a cinco clubes ecuatorianos: el campeón de la Copa Sudamericana 2022, Independiente del Valle (cupo ECUADOR 1); el campeón de la LigaPro 2022, Aucas (cupo ECUADOR 2); el subcampeón del mismo torneo, Barcelona (cupo ECUADOR 3); el mejor ubicado de la tabla general del torneo nacional: Universidad Católica (cupo ECUADOR 4) y el mejor ubicado de la Copa Ecuador, El Nacional (cupo ECUADOR 5).

#### Fase 1
Llave E2: El Nacional - Nacional Potosí
| Ida; 8 de febrero | Nacional Potosí | 1:6 (1:5) | El Nacional                                                                | Estadio Hernando Siles, La Paz               |                                              |
| 20:00 (UTC-4)     | Prost 45+1'     | Reporte   | Ordóñez 5', 38' · J. Chalá 13' · Carrillo 16' · Solís 45+4' · Asprilla 89' | Árbitro(s): Yender Herrera VAR: Rafael Traci | Árbitro(s): Yender Herrera VAR: Rafael Traci |

| 15 de febrero                                                         | El Nacional                              | 3:1 (2:0) (Global 9:2) | Nacional Potosí | Estadio Olímpico Atahualpa, Quito           |                                             |
| 19:00 (UTC-5)                                                         | Micolta 18' · Julio 45' · Palacios 90+1' | Reporte                | Cristaldo 55'   | Árbitro(s): Bruno Arleu VAR: Rodolpho Toski | Árbitro(s): Bruno Arleu VAR: Rodolpho Toski |
| El Nacional venció 9:2 en el marcador global y clasificó a la Fase 2. |                                          |                        |                 |                                             |                                             |

#### Fase 2
Llave C4: El Nacional - Independiente Medellín
| 22 de febrero, 17:00 (UTC-5) | El Nacional                        | 2:2 (0:1) | Independiente Medellín     | Estadio Rodrigo Paz Delgado, Quito           |                                              |
|                              | Palacios 55' · Carrillo 67' (pen.) | Reporte   | Valencia 19' · Londoño 87' | Árbitro(s): Gustavo Tejera VAR: Andrés Cunha | Árbitro(s): Gustavo Tejera VAR: Andrés Cunha |

| 1 de marzo, 19:00 (UTC-5)                                                       | Independiente Medellín    | 2:1 (0:0) (Global 4:3) | El Nacional    | Estadio Atanasio Girardot, Medellín         |                                             |
|                                                                                 | Monroy 67' · Cambindo 73' | Reporte                | Parrales 90+3' | Árbitro(s): Raphael Claus VAR: Wagner Reway | Árbitro(s): Raphael Claus VAR: Wagner Reway |
| El Nacional fue derrotado 4:3 en el marcador global y fue eliminado del torneo. |                           |                        |                |                                             |                                             |

Llave C8: Millonarios - Universidad Católica
| 23 de febrero, 19:00 (UTC-5) | Universidad Católica | 0:0     | Millonarios | Estadio Rodrigo Paz Delgado, Quito              |                                                 |
|                              |                      | Reporte |             | Árbitro(s): Braulio Machado VAR: Rodolpho Toski | Árbitro(s): Braulio Machado VAR: Rodolpho Toski |

| Vuelta; 2 de marzo, 19:00 (UTC-5)                                                        | Millonarios             | 2:1 (0:1) (Global 2:1) | Universidad Católica | Estadio El Campín, Bogotá                     |                                               |
|                                                                                          | Castro 62' · Cataño 68' | Reporte                | Díaz 38' (pen.)      | Árbitro(s): Facundo Tello VAR: Mauro Vigliano | Árbitro(s): Facundo Tello VAR: Mauro Vigliano |
| Universidad Católica fue derrotado 2:1 en el marcador global y fue eliminado del torneo. |                         |                        |                      |                                               |                                               |

#### Fase de grupos
Grupo A
| Pos. | Equipo      | Pts. | PJ | G | E | P | GF | GC | Dif. | Clasificación                            |  | RAC   | FLA   | ÑUB   | AUC   |
| ---- | ----------- | ---- | -- | - | - | - | -- | -- | ---- | ---------------------------------------- |  | ----- | ----- | ----- | ----- |
| 1    | Racing Club | 13   | 6  | 4 | 1 | 1 | 13 | 6  | +7   | Octavos de final de Copa Libertadores    |  | —     | 1 – 1 | 4 – 0 | 3 – 2 |
| 2    | Flamengo    | 11   | 6  | 3 | 2 | 1 | 11 | 5  | +6   | Octavos de final de Copa Libertadores    |  | 2 – 1 | —     | 2 – 0 | 4 – 0 |
| 3    | Ñublense    | 5    | 6  | 1 | 2 | 3 | 3  | 10 | −7   | Play-off de octavos de Copa Sudamericana |  | 0 – 2 | 2 – 0 | —     | 2 – 1 |
| 4    | Aucas       | 4    | 6  | 1 | 1 | 4 | 6  | 12 | −6   |                                          |  | 1 – 2 | 2 – 1 | 0 – 0 | —     |

 Fuente: Conmebol
Criterios de clasificación: Puntos · Diferencia de goles · Goles a favor · Enfrentamientos directos · Sorteo.
Grupo C
| Pos. | Equipo        | Pts. | PJ | G | E | P | GF | GC | Dif. | Clasificación                            |  | PAL   | BOL   | BAR   | CPO   |
| ---- | ------------- | ---- | -- | - | - | - | -- | -- | ---- | ---------------------------------------- |  | ----- | ----- | ----- | ----- |
| 1    | Palmeiras     | 15   | 6  | 5 | 0 | 1 | 16 | 6  | +10  | Octavos de final de Copa Libertadores    |  | —     | 4 – 0 | 4 – 2 | 2 – 1 |
| 2    | Bolívar       | 12   | 6  | 4 | 0 | 2 | 11 | 7  | +4   | Octavos de final de Copa Libertadores    |  | 3 – 1 | —     | 1 – 0 | 2 – 0 |
| 3    | Barcelona     | 4    | 6  | 1 | 1 | 4 | 7  | 12 | −5   | Play-off de octavos de Copa Sudamericana |  | 0 – 2 | 2 – 1 | —     | 2 – 2 |
| 4    | Cerro Porteño | 4    | 6  | 1 | 1 | 4 | 5  | 14 | −9   |                                          |  | 0 – 3 | 0 – 4 | 2 – 1 | —     |

 Fuente: Conmebol
Criterios de clasificación: Puntos · Diferencia de goles · Goles a favor · Enfrentamientos directos · Sorteo.
Grupo E
| Pos. | Equipo                  | Pts. | PJ | G | E | P | GF | GC | Dif. | Clasificación                            |  | IDV   | AJR   | COR   | LIV   |
| ---- | ----------------------- | ---- | -- | - | - | - | -- | -- | ---- | ---------------------------------------- |  | ----- | ----- | ----- | ----- |
| 1    | Independiente del Valle | 12   | 6  | 4 | 0 | 2 | 10 | 5  | +5   | Octavos de final de Copa Libertadores    |  | —     | 3 – 2 | 3 – 0 | 2 – 0 |
| 2    | Argentinos Juniors      | 11   | 6  | 3 | 2 | 1 | 8  | 6  | +2   | Octavos de final de Copa Libertadores    |  | 1 – 0 | —     | 0 – 0 | 2 – 1 |
| 3    | Corinthians             | 7    | 6  | 2 | 1 | 3 | 7  | 6  | +1   | Play-off de octavos de Copa Sudamericana |  | 1 – 2 | 0 – 1 | —     | 3 – 0 |
| 4    | Liverpool               | 4    | 6  | 1 | 1 | 4 | 4  | 12 | −8   |                                          |  | 1 – 0 | 2 – 2 | 0 – 3 | —     |

 Fuente: Conmebol
Criterios de clasificación: Puntos · Diferencia de goles · Goles a favor · Enfrentamientos directos · Sorteo.

#### Octavos de final
Llave O5: Independiente del Valle - Deportivo Pereira
| Ida; 2 de agosto, 19:00 (UTC-5) | Deportivo Pereira | 1:0 (0:0) | Independiente del Valle | Estadio Hernán Ramírez Villegas, Pereira         |                                                  |
|                                 | Santacruz 58'     | Reporte   |                         | Árbitro(s): Yael Falcón Pérez VAR: Silvio Trucco | Árbitro(s): Yael Falcón Pérez VAR: Silvio Trucco |

| Vuelta; 9 de agosto, 19:00 (UTC-5)                                  | Independiente del Valle | 1:1 (1:0) (Global 1:2) | Deportivo Pereira | Estadio Olímpico Atahualpa,                       |                                                   |
|                                                                     | Hoyos 6'                | Reporte                | Angulo 51'        | Árbitro(s): Darío Herrera VAR: Hernán Mastrángelo | Árbitro(s): Darío Herrera VAR: Hernán Mastrángelo |
| Indep.del Valle perdió 1:2 en el marcador global y quedó eliminado. |                         |                        |                   |                                                   |                                                   |

### Copa Conmebol Sudamericana
La edición 2023 de la Copa Sudamericana tendrá como participantes a cuatro clubes ecuatorianos: los cuatro mejores ubicados de la tabla acumulada del torneo nacional que no clasificaron a la Copa Libertadores: Liga de Quito (cupo ECUADOR 1), Emelec (cupo ECUADOR 2), Deportivo Cuenca (cupo ECUADOR 3) y Delfín (cupo ECUADOR 4).

#### Primera fase
Llave 1: Liga de Quito - Delfín
| 7 de marzo, 21:00 (UTC-5)                                 | Liga de Quito                                                      | 4:0 (2:0) | Delfín | Estadio Rodrigo Paz Delgado, Quito            |                                               |
|                                                           | Alzugaray 7' · J. Angulo 20' · Alvarado 78' · Caicedo 90+2' (a.g.) | Reporte   |        | Árbitro(s): Darío Herrera VAR: Rodolpho Toski | Árbitro(s): Darío Herrera VAR: Rodolpho Toski |
| Liga de Quito venció 4:0 y clasificó a la Fase de grupos. |                                                                    |           |        |                                               |                                               |

Llave 2: Emelec - Deportivo Cuenca
| 9 de marzo, 19:00 (UTC-5)                          | Emelec           | 2:1 (1:0) | Deportivo Cuenca      | Estadio George Capwell, Guayaquil                 |                                                   |
|                                                    | Bolaños 13', 89' | Reporte   | Mancinelli 49' (pen.) | Árbitro(s): Yael Falcón Pérez VAR: Rodolpho Toski | Árbitro(s): Yael Falcón Pérez VAR: Rodolpho Toski |
| Emelec venció 2:1 y clasificó a la Fase de grupos. |                  |           |                       |                                                   |                                                   |

#### Fase de grupos
Grupo A
| Pos. | Equipo                    | Pts. | PJ | G | E | P | GF | GC | Dif. | Clasificación       |       | LDU   | BOT   | MAG   | UCV   |
| ---- | ------------------------- | ---- | -- | - | - | - | -- | -- | ---- | ------------------- | ----- | ----- | ----- | ----- | ----- |
| 1    | Liga de Quito             | 12   | 6  | 3 | 3 | 0 | 10 | 2  | +8   | Octavos de final    |       | —     | 0 – 0 | 4 – 0 | 3 – 0 |
| 2    | Botafogo                  | 10   | 6  | 2 | 4 | 0 | 10 | 5  | +5   | Play-off de octavos |       | 0 – 0 | —     | 1 – 1 | 4 – 0 |
| 3    | Magallanes                | 4    | 6  | 0 | 4 | 2 | 8  | 13 | −5   |                     |       | 1 – 1 | 2 – 2 | —     | 2 – 2 |
| 4    | Universidad César Vallejo | 4    | 6  | 1 | 1 | 4 | 8  | 16 | −8   |                     | 1 – 2 | 2 – 3 | 3 – 2 | —     |       |

 Fuente: Conmebol
Criterios de clasificación: Puntos · Diferencia de goles · Goles a favor · Enfrentamientos directos · Sorteo.
Grupo B
| Pos. | Equipo  | Pts. | PJ | G | E | P | GF | GC | Dif. | Clasificación       |       | GUA   | EME   | DAN   | HUR   |
| ---- | ------- | ---- | -- | - | - | - | -- | -- | ---- | ------------------- | ----- | ----- | ----- | ----- | ----- |
| 1    | Guaraní | 11   | 6  | 3 | 2 | 1 | 9  | 7  | +2   | Octavos de final    |       | —     | 1 – 1 | 2 – 1 | 2 – 0 |
| 2    | Emelec  | 9    | 6  | 2 | 3 | 1 | 7  | 7  | 0    | Play-off de octavos |       | 1 – 1 | —     | 2 – 1 | 1 – 0 |
| 3    | Danubio | 7    | 6  | 2 | 1 | 3 | 6  | 7  | −1   |                     |       | 0 – 2 | 2 – 0 | —     | 1 – 0 |
| 4    | Huracán | 5    | 6  | 1 | 2 | 3 | 7  | 8  | −1   |                     | 4 – 1 | 2 – 2 | 1 – 1 | —     |       |

 Fuente: Conmebol
Criterios de clasificación: Puntos · Diferencia de goles · Goles a favor · Enfrentamientos directos · Sorteo.

#### Play-off de octavos de final
Llave A: Estudiantes (LP) - Barcelona
| Ida; 11 de julio, 19:00 (UTC-5) | Barcelona                 | 2:1 (1:1) | Estudiantes (LP) | Estadio Monumental, Guayaquil                     |                                                   |
|                                 | Martínez 29' · Corozo 78' | Reporte   | Godoy 45+2'      | Árbitro(s): Gustavo Tejera VAR: Angelo Hermosilla | Árbitro(s): Gustavo Tejera VAR: Angelo Hermosilla |

| Vuelta; 18 de julio, 21:00 (UTC-3)                                            | Estudiantes (LP)                               | 4:0 (3:0) (Global 5:2) | Barcelona | Estadio Jorge Luis Hirschi, La Plata         |                                              |
|                                                                               | Méndez 6', 19' · Rollheiser 38' · Carrillo 48' | Reporte                |           | Árbitro(s): Wilton Sampaio VAR: Wagner Reway | Árbitro(s): Wilton Sampaio VAR: Wagner Reway |
| Barcelona fue derrotado 5:2 en el marcador global y fue eliminado del torneo. |                                                |                        |           |                                              |                                              |

Llave G: Emelec - Sporting Cristal
| Ida; 12 de julio, 19:00 (UTC-5) | Sporting Cristal | 0:1 (0:0) | Emelec       | Estadio Nacional, Lima                        |                                               |
|                                 |                  | Reporte   | Cevallos 52' | Árbitro(s): Raphael Claus VAR: Rodolpho Toski | Árbitro(s): Raphael Claus VAR: Rodolpho Toski |

| Vuelta; 19 de julio, 19:00 (UTC-5)                                      | Emelec | 0:0 (Global 1:0) | Sporting Cristal | Estadio George Capwell, Guayaquil     |                                       |
|                                                                         |        | Reporte          |                  | Árbitro(s): Piero Maza VAR: Juan Lara | Árbitro(s): Piero Maza VAR: Juan Lara |
| Emelec venció 1:0 en el marcador global y clasificó a octavos de final. |        |                  |                  |                                       |                                       |

#### Octavos de final
Llave O1: Emelec - Defensa y Justicia
| 1 de agosto, 19:00 (UTC-5) | Emelec      | 1:2 (1:0) | Defensa y Justicia          | Estadio George Capwell, Guayaquil             |                                               |
|                            | Carabalí 5' | Reporte   | Fernández 87' · Togni 90+1' | Árbitro(s): Flavio de Souza VAR: Daniel Nobre | Árbitro(s): Flavio de Souza VAR: Daniel Nobre |

| 8 de agosto, 21:00 (UTC-3)                                                 | Defensa y Justicia | 1:0 (0:0) (Global 3-1) | Emelec | Estadio Ciudad de La Plata, La Plata         |                                              |
|                                                                            | Barbona 62'        | Reporte                |        | Árbitro(s): Wilton Sampaio VAR: Wagner Reway | Árbitro(s): Wilton Sampaio VAR: Wagner Reway |
| Emelec fue derrotado 3:1 en el marcador global y fue eliminado del torneo. |                    |                        |        |                                              |                                              |

Llave O5: Liga de Quito - Ñublense
| Ida; 3 de agosto, 20:00 (UTC-4) | Ñublense | 0:1 (0:0) | Liga de Quito | Estadio Ester Roa Rebolledo, Concepción    |                                            |
|                                 |          | Reporte   | Guerrero 60'  | Árbitro(s): Kevin Ortega VAR: Jhon Perdomo | Árbitro(s): Kevin Ortega VAR: Jhon Perdomo |

| 10 de agosto, 19:00 (UTC-5)                                                                                          | Liga de Quito                                 | 2:3 (1:1) (4:3 p.)(Global 3ː3) | Ñublense                                             | Estadio Rodrigo Paz Delgado, Quito                    |                                                       |
| | Julio 26' · S. González 90+1'                 | Reporte                        | Rubio 35' (pen.) · R. Mina 60' (a.g.) · Rivera 90+3' | Árbitro(s): Yael Falcón Pérez VAR: Hernán Mastrángelo | Árbitro(s): Yael Falcón Pérez VAR: Hernán Mastrángelo |
| |                                               | Tiros desde el punto penal     |                                                      |                                                       |                                                       |
| | Guerrero · Alzugaray · Quiñónez · S. González |                                | Cerezo · Reyes · Rivera · Sosa · Rubio               |                                                       |                                                       |
| Liga de Quito empató 3:3 en el marcador global, y ganó en los tiros penales por 4:3 y avanzó a los cuartos de final. |                                               |                                |                                                      |                                                       |                                                       |

#### Cuartos de final
Llave C2: Liga de Quito - São Paulo
| 24 de agosto, 17:00 (UTC-5) | Liga de Quito         | 2:1 (2:0) | São Paulo       | Estadio Rodrigo Paz Delgado, Quito        |                                           |
|                             | Julio 2' · Ibarra 25' | Reporte   | Lucas Moura 80' | Árbitro(s): Jhon Ospina VAR: Jhon Perdomo | Árbitro(s): Jhon Ospina VAR: Jhon Perdomo |

| 31 de agosto, 19:00 (UTC-3)                                                                                 | São Paulo                                                     | 1:0 (0:0) (4:5 p.)(Global 1ː1) | Liga de Quito                                      | Estadio Morumbi, São Paulo                     |                                                |
| | Arboleda 77'                                                  | Reporte                        |                                                    | Árbitro(s): Alexis Herrera VAR: Gustavo Tejera | Árbitro(s): Alexis Herrera VAR: Gustavo Tejera |
| |                                                               | Tiros desde el punto penal     |                                                    |                                                |                                                |
| | Calleri · Rodríguez · Lucas Moura · Beraldo · Wellington Rato |                                | Guerrero · Alzugaray · Martínez · Quiñónez · Julio |                                                |                                                |
| Liga de Quito empató 1:1 en el marcador global, y ganó en los tiros penales por 5:4 y avanzó a semifinales. |                                                               |                                |                                                    |                                                |                                                |

#### Semifinales
Llave S1: Liga de Quito - Defensa y Justicia
| 27 de septiembre, 17:00 (UTC-5) | Liga de Quito                 | 3:0 (2:0) | Defensa y Justicia | Estadio Rodrigo Paz Delgado, Quito          |                                             |
|                                 | Guerrero 17', 42' · Piovi 88' | Reporte   |                    | Árbitro(s): Raphael Claus VAR: Rafael Traci | Árbitro(s): Raphael Claus VAR: Rafael Traci |

| 4 de octubre, 19:00 (UTC-3)                                        | Defensa y Justicia | 0:0 (Global 3ː0) | Liga de Quito | Estadio Néstor Díaz Pérez, Lanús              |                                               |
|                                                                    |                    | Reporte          |               | Árbitro(s): Piero Maza VAR: Angelo Hermosilla | Árbitro(s): Piero Maza VAR: Angelo Hermosilla |
| Liga de Quito gana 3:0 en el marcador global, y avanzó a la final. |                    |                  |               |                                               |                                               |

#### Final
| 28 de octubre, 17:00 (UTC-3) | Fortaleza                                                         | 1:1 (1:1, 0:0) (t. s.)(3:4 p.) | Liga de Quito                                              | Estadio Domingo Burgueño Miguel, Maldonado                                     |                                                                                |
|                              | Lucero 48'                                                        | Reporte                        | Alzugaray 56'                                              | Asistencia: 17 420 espectadores Árbitro(s): Jesús Valenzuela VAR: Jorge Baliño | Asistencia: 17 420 espectadores Árbitro(s): Jesús Valenzuela VAR: Jorge Baliño |
|                              |                                                                   | Tiros desde el punto penal     |                                                            |                                                                                |                                                                                |
|                              | Galhardo · Yago Pikachu · Romero · Tinga · Pedro Augusto · Brítez |                                | Guerrero · Alzugaray · Martínez · Julio · Alvarado · Piovi |                                                                                |                                                                                |

|                                  |
| Bandera de Ecuador               |
| Campeón Liga de Quito 2.º título |

### Grupo B
| Equipo                  | Pts. | PJ | PG | PE | PP | GF | GC | Dif. |
| ----------------------- | ---- | -- | -- | -- | -- | -- | -- | ---- |
| Independiente del Valle | 9    | 3  | 3  | 0  | 0  | 10 | 1  | 9    |
| Cerro Porteño           | 6    | 3  | 2  | 0  | 1  | 7  | 4  | 3    |
| Envigado                | 3    | 3  | 1  | 0  | 1  | 1  | 3  | –2   |
| Always Ready            | 0    | 3  | 0  | 0  | 3  | 1  | 11 | –10  |

| 2 de julio | Independiente del Valle                      | 3:1 (2:0) | Cerro Porteño | Estadio La Portada, La Serena |                             |
| 15:00      | Klinger 27' · Mercado 40' (pen.) · Ochoa 71' |           | Fariña 54'    | Árbitro(s): Leodán González   | Árbitro(s): Leodán González |

| 5 de julio | Independiente del Valle | 1:0 (1:0) | Envigado | Estadio Francisco Sánchez Rumoroso, Coquimbo |                             |
| 15:00      | Klinger 28'             |           |          | Árbitro(s): Paulo Zanovelli                  | Árbitro(s): Paulo Zanovelli |

| 8 de julio | Always Ready | 0:6 (0:3) | Independiente del Valle                                     | Estadio Francisco Sánchez Rumoroso, Coquimbo |                            |
| 15:00      |              |           | Ochoa 7' · Rentería 44', 45+2', 74' · Páez 48' · Arroyo 63' | Árbitro(s): José Uzcátegui                   | Árbitro(s): José Uzcátegui |

### Semifinales
| 13 de julio | Independiente del Valle | 1:0 (0:0) | Cerro Porteño | Estadio La Portada, La Serena |                           |
| 18:00       | Rentería 90+1' (pen.)   |           |               | Árbitro(s): Edwin Ordóñez     | Árbitro(s): Edwin Ordóñez |

### Final
| 16 de julio | Boca Juniors       | 2ː0 (1:0) | Independiente del Valle | Estadio La Portada, La Serena |                             |
| 15:30       | Rodríguez 44', 48' |           |                         | Árbitro(s): Jhon Hinestroza   | Árbitro(s): Jhon Hinestroza |

## Torneos nacionales masculinos

### LigaPro Serie A

#### Primera etapa
| Pos. | Equipo                  | Pts. | PJ | G  | E | P | GF | GC | Dif. |  |
| ---- | ----------------------- | ---- | -- | -- | - | - | -- | -- | ---- |  |
| 1    | Independiente del Valle | 34   | 15 | 11 | 1 | 3 | 31 | 15 | +16  |  |
| 2    | El Nacional             | 30   | 15 | 10 | 0 | 5 | 32 | 25 | +7   |  |
| 3    | Liga de Quito           | 26   | 15 | 7  | 5 | 3 | 29 | 17 | +12  |  |
| 4    | Barcelona               | 26   | 15 | 8  | 2 | 5 | 30 | 20 | +10  |  |
| 5    | Aucas                   | 24   | 15 | 7  | 3 | 5 | 17 | 19 | −2   |  |
| 6    | Universidad Católica    | 24   | 15 | 7  | 3 | 5 | 22 | 25 | −3   |  |
| 7    | Delfín                  | 24   | 15 | 7  | 3 | 5 | 18 | 23 | −5   |  |
| 8    | Deportivo Cuenca        | 21   | 15 | 7  | 0 | 8 | 24 | 21 | +3   |  |
| 9    | Orense                  | 21   | 15 | 6  | 3 | 6 | 17 | 21 | −4   |  |
| 10   | Técnico Universitario   | 18   | 15 | 5  | 3 | 7 | 21 | 15 | +6   |  |
| 11   | Gualaceo                | 18   | 15 | 5  | 3 | 7 | 17 | 23 | −6   |  |
| 12   | Cumbayá                 | 17   | 15 | 4  | 5 | 6 | 10 | 13 | −3   |  |
| 13   | Emelec                  | 14   | 15 | 3  | 5 | 7 | 18 | 20 | −2   |  |
| 14   | Libertad                | 13   | 15 | 2  | 7 | 6 | 20 | 26 | −6   |  |
| 15   | Mushuc Runa             | 13   | 15 | 3  | 4 | 8 | 14 | 25 | −11  |  |
| 16   | Guayaquil City          | 12   | 15 | 3  | 3 | 9 | 17 | 29 | −12  |  |

 Fuente: LigaPro
|  | Clasificado a la final de campeonato y a la Copa Libertadores 2024. |

#### Segunda etapa
| Pos. | Equipo                  | Pts. | PJ | G  | E | P  | GF | GC | Dif. |  |
| ---- | ----------------------- | ---- | -- | -- | - | -- | -- | -- | ---- |  |
| 1    | Liga de Quito           | 36   | 15 | 11 | 3 | 1  | 21 | 4  | +17  |  |
| 2    | Barcelona               | 32   | 15 | 9  | 5 | 1  | 24 | 15 | +9   |  |
| 3    | Aucas                   | 25   | 15 | 6  | 7 | 2  | 22 | 15 | +7   |  |
| 4    | Delfín                  | 24   | 15 | 5  | 9 | 1  | 19 | 12 | +7   |  |
| 5    | El Nacional             | 23   | 15 | 5  | 8 | 2  | 25 | 19 | +6   |  |
| 6    | Emelec                  | 22   | 15 | 5  | 7 | 3  | 14 | 8  | +6   |  |
| 7    | Universidad Católica    | 22   | 15 | 5  | 7 | 3  | 15 | 12 | +3   |  |
| 8    | Independiente del Valle | 21   | 15 | 6  | 3 | 6  | 18 | 15 | +3   |  |
| 9    | Técnico Universitario   | 19   | 15 | 4  | 7 | 4  | 20 | 17 | +3   |  |
| 10   | Mushuc Runa             | 19   | 15 | 5  | 4 | 6  | 14 | 19 | −5   |  |
| 11   | Orense                  | 16   | 15 | 4  | 4 | 7  | 15 | 15 | 0    |  |
| 12   | Deportivo Cuenca        | 16   | 15 | 3  | 7 | 5  | 12 | 16 | −4   |  |
| 13   | Libertad                | 15   | 15 | 4  | 3 | 8  | 12 | 18 | −6   |  |
| 14   | Guayaquil City          | 10   | 15 | 2  | 4 | 9  | 5  | 18 | −13  |  |
| 15   | Cumbayá                 | 9    | 15 | 1  | 6 | 8  | 14 | 26 | −12  |  |
| 16   | Gualaceo                | 7    | 15 | 1  | 4 | 10 | 9  | 30 | −21  |  |

 Fuente: LigaPro
|  | Clasificado a la final de campeonato y a la Copa Libertadores 2024. |

#### Tabla acumulada
| Pos. | Equipo                  | Pts. | PJ | G  | E  | P  | GF | GC | Dif. |  |
| ---- | ----------------------- | ---- | -- | -- | -- | -- | -- | -- | ---- |  |
| 1    | Liga de Quito (C)       | 62   | 30 | 18 | 8  | 4  | 50 | 21 | +29  |  |
| 2    | Barcelona               | 58   | 30 | 17 | 7  | 6  | 54 | 35 | +19  |  |
| 3    | Independiente del Valle | 55   | 30 | 17 | 4  | 9  | 49 | 30 | +19  |  |
| 4    | El Nacional             | 53   | 30 | 15 | 8  | 7  | 57 | 44 | +13  |  |
| 5    | Aucas                   | 49   | 30 | 13 | 10 | 7  | 39 | 34 | +5   |  |
| 6    | Delfín                  | 48   | 30 | 12 | 12 | 6  | 37 | 35 | +2   |  |
| 7    | Universidad Católica    | 46   | 30 | 12 | 10 | 8  | 37 | 37 | 0    |  |
| 8    | Técnico Universitario   | 37   | 30 | 9  | 10 | 11 | 41 | 32 | +9   |  |
| 9    | Deportivo Cuenca        | 37   | 30 | 10 | 7  | 13 | 36 | 37 | −1   |  |
| 10   | Orense                  | 37   | 30 | 10 | 7  | 13 | 32 | 36 | −4   |  |
| 11   | Emelec                  | 36   | 30 | 8  | 12 | 10 | 32 | 28 | +4   |  |
| 12   | Mushuc Runa             | 32   | 30 | 8  | 8  | 14 | 28 | 44 | −16  |  |
| 13   | Libertad                | 28   | 30 | 6  | 10 | 14 | 32 | 44 | −12  |  |
| 14   | Cumbayá                 | 26   | 30 | 5  | 11 | 14 | 24 | 39 | −15  |  |
| 15   | Gualaceo (D)            | 25   | 30 | 6  | 7  | 17 | 26 | 53 | −27  |  |
| 16   | Guayaquil City (D)      | 22   | 30 | 5  | 7  | 18 | 22 | 47 | −25  |  |

 Fuente: LigaPro
Criterios de clasificación: 1) Puntos; 2) Diferencia de gol; 3) Goles anotados; 4) Goles de visitante; 5) Resultados en partidos directos; 6) Sorteo.
Notas:
1. ↑  Campeón de la Copa Sudamericana 2023.

|  | Clasificados a la fase de grupos de Copa Libertadores 2024.             |
|  | Clasificado a la segunda fase clasificatoria de Copa Libertadores 2024. |
|  | Clasificado a la primera fase clasificatoria de Copa Libertadores 2024. |
|  | Clasificados a la primera fase de Copa Sudamericana 2024.               |
|  | Descendidos a la Serie B 2024.                                          |

### Final
| Equipo                  | Método de clasificación     |
| ----------------------- | --------------------------- |
| Independiente del Valle | Ganador de la Primera etapa |
| Liga de Quito           | Ganador de la Segunda etapa |

- Los horarios corresponden a la hora de Ecuador (UTC-5).

#### Ida
| 10 de diciembre, 16:30 | Independiente del Valle | 0:0                               | Liga de Quito | Estadio Banco Guayaquil, Quito                                                |                                                                               |
|                        |                         | LigaPro Reporte Soccerway Reporte |               | Asistencia: 8167 espectadores Árbitro(s): Guillermo Guerrero VAR: Carlos Orbe | Asistencia: 8167 espectadores Árbitro(s): Guillermo Guerrero VAR: Carlos Orbe |

#### Vuelta
| 17 de diciembre, 16:30 | Liga de Quito                  | 1:1 (1:1) (3:0 p.)(Global 1:1)    | Independiente del Valle       | Estadio Rodrigo Paz Delgado, Quito           |                                              |
|                        | Ibarra 19'                     | LigaPro Reporte Soccerway Reporte | Páez 16'                      | Árbitro(s): Augusto Aragón VAR: Bryan Loayza | Árbitro(s): Augusto Aragón VAR: Bryan Loayza |
|                        |                                | Tiros desde el punto penal        |                               |                                              |                                              |
|                        | Alzugaray · Hurtado · Quiñónez |                                   | Faravelli · Alcívar · Martins |                                              |                                              |

- Liga Deportiva Universitaria empató 1-1 en el marcador global y ganó 3-0 en los tiros desde el punto penal.

|                                                  |
|                                                  |
| Campeón Liga Deportiva Universitaria 12.º título |

### Supercopa de Ecuador
| 11 de febrero | Aucas [[Archivo:\|20x20px\|border\|Bandera de Pichincha]] | 0:3 (0:1) | [[Archivo:\|20x20px\|border\|Bandera de Pichincha]] Independiente del Valle | Estadio La Cocha, Latacunga                  |                                              |
| 15:00         |                                                           | Reporte   | Faravelli 10' · Sornoza 75' · Hoyos 90+3'                                   | Árbitro(s): Roberto Sánchez VAR: Carlos Orbe | Árbitro(s): Roberto Sánchez VAR: Carlos Orbe |

|                                                  |
| [[Archivo:\|50px\|border\|Bandera de Pichincha]] |
| Campeón Independiente del Valle 1.er título      |

### LigaPro Serie B
La LigaPro Serie B 2023 tendrá la participación de 10 equipos que disputarán dos etapas con sistema de todos contra todos; al finalizar el año los dos primeros clasificados de la tabla general acumulada (suma de ambas etapas) obtendrán dos cupos directos a la LigaPro Serie A 2024.

#### Primera etapa
| Pos. | Equipo                | Pts. | PJ | G  | E | P | GF | GC | Dif. |
| ---- | --------------------- | ---- | -- | -- | - | - | -- | -- | ---- |
| 1    | Macará                | 38   | 18 | 11 | 5 | 2 | 26 | 13 | +13  |
| 2    | Manta                 | 31   | 18 | 9  | 4 | 5 | 19 | 15 | +4   |
| 3    | Independiente Juniors | 27   | 18 | 7  | 6 | 5 | 21 | 20 | +1   |
| 4    | Imbabura              | 25   | 18 | 6  | 7 | 5 | 27 | 23 | +4   |
| 5    | Vargas Torres         | 21   | 18 | 4  | 9 | 5 | 12 | 12 | 0    |
| 6    | Cuniburo              | 21   | 18 | 4  | 9 | 5 | 18 | 19 | −1   |
| 7    | Búhos ULVR            | 21   | 18 | 4  | 9 | 5 | 16 | 18 | −2   |
| 8    | Chacaritas            | 19   | 18 | 5  | 4 | 9 | 23 | 27 | −4   |
| 9    | América de Quito      | 19   | 18 | 5  | 4 | 9 | 22 | 34 | −12  |
| 10   | 9 de Octubre          | 17   | 18 | 4  | 5 | 9 | 24 | 27 | −3   |

 Fuente: LigaPro

#### Segunda etapa
| Pos. | Equipo                | Pts. | PJ | G  | E | P  | GF | GC | Dif. |
| ---- | --------------------- | ---- | -- | -- | - | -- | -- | -- | ---- |
| 1    | Cuniburo              | 34   | 18 | 10 | 4 | 4  | 36 | 20 | +16  |
| 2    | Imbabura              | 33   | 18 | 9  | 6 | 3  | 31 | 20 | +11  |
| 3    | 9 de Octubre          | 27   | 18 | 8  | 3 | 7  | 24 | 21 | +3   |
| 4    | Macará                | 26   | 18 | 7  | 5 | 6  | 21 | 21 | 0    |
| 5    | Chacaritas            | 24   | 18 | 7  | 3 | 8  | 21 | 20 | +1   |
| 6    | América de Quito      | 24   | 18 | 6  | 6 | 6  | 24 | 24 | 0    |
| 7    | Independiente Juniors | 24   | 18 | 6  | 6 | 6  | 19 | 20 | −1   |
| 8    | Vargas Torres         | 23   | 18 | 6  | 5 | 7  | 15 | 22 | −7   |
| 9    | Manta                 | 21   | 18 | 5  | 6 | 7  | 20 | 22 | −2   |
| 10   | Búhos ULVR            | 9    | 18 | 1  | 6 | 11 | 14 | 35 | −21  |

 Fuente: LigaPro

#### Tabla acumulada
| Pos. | Equipo                | Pts. | PJ | G  | E  | P  | GF | GC | Dif. |  |
| ---- | --------------------- | ---- | -- | -- | -- | -- | -- | -- | ---- |  |
| 1    | Macará (C, A)         | 64   | 36 | 18 | 10 | 8  | 47 | 34 | +13  |  |
| 2    | Imbabura (A)          | 58   | 36 | 15 | 13 | 8  | 58 | 43 | +15  |  |
| 3    | Cuniburo              | 55   | 36 | 14 | 13 | 9  | 54 | 39 | +15  |  |
| 4    | Manta                 | 52   | 36 | 14 | 10 | 12 | 39 | 37 | +2   |  |
| 5    | Independiente Juniors | 51   | 36 | 13 | 12 | 11 | 40 | 40 | 0    |  |
| 6    | 9 de Octubre          | 44   | 36 | 12 | 8  | 16 | 48 | 48 | 0    |  |
| 7    | Vargas Torres         | 44   | 36 | 10 | 14 | 12 | 27 | 34 | −7   |  |
| 8    | Chacaritas            | 43   | 36 | 12 | 7  | 17 | 44 | 47 | −3   |  |
| 9    | América de Quito (D)  | 43   | 36 | 11 | 10 | 15 | 46 | 58 | −12  |  |
| 10   | Búhos ULVR (D)        | 30   | 36 | 5  | 15 | 16 | 30 | 53 | −23  |  |

 Fuente: LigaPro
Notas:
1. ↑  Los equipos filiales no eran elegibles para el ascenso.

|  | Ascendieron a la Serie A 2024.            |
|  | Descendieron a la Segunda Categoría 2024. |

### Campeón
|                                                          |
| Club Deportivo Macará 5.° título Ascendió a la Serie A   |
| También ascendió Imbabura Sporting Club como subcampeón. |

### Cuadro de desarrollo
El cuadro final lo disputan los 32 equipos clasificados de la primera ronda, se emparejaron desde la ronda de dieciseisavos de final. La conformación de las llaves se realizó por parte del Departamento de Competiciones de la FEF el 2 de octubre de 2023.
|  | Dieciseisavos de final                                                             | Dieciseisavos de final                                                             | Dieciseisavos de final                                                             | Dieciseisavos de final                                                             | Dieciseisavos de final |   |                   | Octavos de final    | Octavos de final    | Octavos de final    | Octavos de final    | Octavos de final    |  |                  | Cuartos de final     | Cuartos de final     | Cuartos de final     | Cuartos de final     | Cuartos de final     |  |                                                                           | Semifinales                                                               | Semifinales           | Semifinales           | Semifinales           | Semifinales           |  |             | Final       | Final | Final |  |
|  | 6 al 21 de octubre                                                                 | 6 al 21 de octubre                                                                 | 6 al 21 de octubre                                                                 | 6 al 21 de octubre                                                                 | 6 al 21 de octubre     |   |                   | 21 al 29 de octubre | 21 al 29 de octubre | 21 al 29 de octubre | 21 al 29 de octubre | 21 al 29 de octubre |  |                  | 4 al 12 de noviembre | 4 al 12 de noviembre | 4 al 12 de noviembre | 4 al 12 de noviembre | 4 al 12 de noviembre |  |                                                                           | 18 al 24 de noviembre                                                     | 18 al 24 de noviembre | 18 al 24 de noviembre | 18 al 24 de noviembre | 18 al 24 de noviembre |  |             | TBD         | TBD   | TBD   |  |
|  |                                                                                    |                                                                                    |                                                                                    |                                                                                    |                        |   |                   |                     |                     |                     |                     |                     |  |                  |                      |                      |                      |                      |                      |  |                                                                           |                                                                           |                       |                       |                       |                       |  |             |             |       |       |  |
|  |                                                                                    |                                                                                    |                                                                                    |                                                                                    |                        |   |                   |                     |                     |                     |                     |                     |  |                  |                      |                      |                      |                      |                      |  |                                                                           |                                                                           |                       |                       |                       |                       |  |             |             |       |       |  |
|  | Astillero                                                                          | Astillero                                                                          | 3                                                                                  | 11                                                                                 | 14                     |   |                   |                     |                     |                     |                     |                     |  |                  |                      |                      |                      |                      |                      |  |                                                                           |                                                                           |                       |                       |                       |                       |  |             |             |       |       |  |
|  | Astillero                                                                          | Astillero                                                                          | 3                                                                                  | 11                                                                                 | 14                     |   |                   |                     |                     |                     |                     |                     |  |                  |                      |                      |                      |                      |                      |  |                                                                           |                                                                           |                       |                       |                       |                       |  |             |             |       |       |  |
|  | SRP Mera                                                                           | SRP Mera                                                                           | 0                                                                                  | 0                                                                                  | 0                      |   |                   |                     |                     |                     |                     |                     |  |                  |                      |                      |                      |                      |                      |  |                                                                           |                                                                           |                       |                       |                       |                       |  |             |             |       |       |  |
|  | SRP Mera                                                                           | SRP Mera                                                                           | 0                                                                                  | 0                                                                                  | 0                      |   | Astillero         | Astillero           | 2                   | 0                   | 2 (4)               |                     |  |                  |                      |                      |                      |                      |                      |  |                                                                           |                                                                           |                       |                       |                       |                       |  |             |             |       |       |  |
|  |                                                                                    |                                                                                    |                                                                                    |                                                                                    |                        |   | Astillero         | Astillero           | 2                   | 0                   | 2 (4)               |                     |  |                  |                      |                      |                      |                      |                      |  |                                                                           |                                                                           |                       |                       |                       |                       |  |             |             |       |       |  |
|  |                                                                                    |                                                                                    | [[Archivo:\|20x20px\|border\|Bandera de Santa Elena (provincia)]] Dep. Santa Elena | [[Archivo:\|20x20px\|border\|Bandera de Santa Elena (provincia)]] Dep. Santa Elena | 2                      | 0 | 2 (2)             |                     |                     |                     |                     |                     |  |                  |                      |                      |                      |                      |                      |  |                                                                           |                                                                           |                       |                       |                       |                       |  |             |             |       |       |  |
|  | La Castellana                                                                      | La Castellana                                                                      | [[Archivo:\|20x20px\|border\|Bandera de Santa Elena (provincia)]] Dep. Santa Elena | [[Archivo:\|20x20px\|border\|Bandera de Santa Elena (provincia)]] Dep. Santa Elena | 2                      | 0 | 2 (2)             | 0                   | 0                   | 0 (4)               |                     |                     |  |                  |                      |                      |                      |                      |                      |  |                                                                           |                                                                           |                       |                       |                       |                       |  |             |             |       |       |  |
|  | La Castellana                                                                      | La Castellana                                                                      |                                                                                    |                                                                                    |                        |   |                   |                     |                     | 0 (4)               |                     |                     |  |                  |                      |                      |                      |                      |                      |  |                                                                           |                                                                           |                       |                       |                       |                       |  |             |             |       |       |  |
|  | [[Archivo:\|20x20px\|border\|Bandera de Santa Elena (provincia)]] Dep. Santa Elena | [[Archivo:\|20x20px\|border\|Bandera de Santa Elena (provincia)]] Dep. Santa Elena | 0                                                                                  | 0                                                                                  | 0 (5)                  |   |                   |                     |                     |                     |                     |                     |  |                  |                      |                      |                      |                      |                      |  |                                                                           |                                                                           |                       |                       |                       |                       |  |             |             |       |       |  |
|  | [[Archivo:\|20x20px\|border\|Bandera de Santa Elena (provincia)]] Dep. Santa Elena | [[Archivo:\|20x20px\|border\|Bandera de Santa Elena (provincia)]] Dep. Santa Elena | 0                                                                                  | 0                                                                                  | 0 (5)                  |   |                   |                     |                     |                     |                     |                     |  | Astillero        | Astillero            | 0                    | 1                    | 1 (3)                |                      |  |                                                                           |                                                                           |                       |                       |                       |                       |  |             |             |       |       |  |
|  |                                                                                    |                                                                                    |                                                                                    |                                                                                    |                        |   |                   |                     |                     |                     |                     |                     |  | Astillero        | Astillero            | 0                    | 1                    | 1 (3)                |                      |  |                                                                           |                                                                           |                       |                       |                       |                       |  |             |             |       |       |  |
|  |                                                                                    |                                                                                    | San Antonio                                                                        | San Antonio                                                                        | 1                      | 0 | 1 (4)             |                     |                     |                     |                     |                     |  |                  |                      |                      |                      |                      |                      |  |                                                                           |                                                                           |                       |                       |                       |                       |  |             |             |       |       |  |
|  | Naranja Mekánica                                                                   | Naranja Mekánica                                                                   | San Antonio                                                                        | San Antonio                                                                        | 1                      | 0 | 1 (4)             | 0                   | 1                   | 1                   |                     |                     |  |                  |                      |                      |                      |                      |                      |  |                                                                           |                                                                           |                       |                       |                       |                       |  |             |             |       |       |  |
|  | Naranja Mekánica                                                                   | Naranja Mekánica                                                                   |                                                                                    |                                                                                    |                        |   |                   |                     |                     | 1                   |                     |                     |  |                  |                      |                      |                      |                      |                      |  |                                                                           |                                                                           |                       |                       |                       |                       |  |             |             |       |       |  |
|  | Juventud Italiana                                                                  | Juventud Italiana                                                                  | 3                                                                                  | 0                                                                                  | 3                      |   |                   |                     |                     |                     |                     |                     |  |                  |                      |                      |                      |                      |                      |  |                                                                           |                                                                           |                       |                       |                       |                       |  |             |             |       |       |  |
|  | Juventud Italiana                                                                  | Juventud Italiana                                                                  | 3                                                                                  | 0                                                                                  | 3                      |   | Juventud Italiana | Juventud Italiana   | 1                   | 1                   | 2 (2)               |                     |  |                  |                      |                      |                      |                      |                      |  |                                                                           |                                                                           |                       |                       |                       |                       |  |             |             |       |       |  |
|  |                                                                                    |                                                                                    |                                                                                    |                                                                                    |                        |   | Juventud Italiana | Juventud Italiana   | 1                   | 1                   | 2 (2)               |                     |  |                  |                      |                      |                      |                      |                      |  |                                                                           |                                                                           |                       |                       |                       |                       |  |             |             |       |       |  |
|  |                                                                                    |                                                                                    | San Antonio                                                                        | San Antonio                                                                        | 0                      | 2 | 2 (4)             |                     |                     |                     |                     |                     |  |                  |                      |                      |                      |                      |                      |  |                                                                           |                                                                           |                       |                       |                       |                       |  |             |             |       |       |  |
|  | [[Archivo:\|20x20px\|border\|Bandera de Esmeraldas]] Esmeraldas Petrolero          | [[Archivo:\|20x20px\|border\|Bandera de Esmeraldas]] Esmeraldas Petrolero          | San Antonio                                                                        | San Antonio                                                                        | 0                      | 2 | 2 (4)             | 0                   | 0                   | 0                   |                     |                     |  |                  |                      |                      |                      |                      |                      |  |                                                                           |                                                                           |                       |                       |                       |                       |  |             |             |       |       |  |
|  | [[Archivo:\|20x20px\|border\|Bandera de Esmeraldas]] Esmeraldas Petrolero          | [[Archivo:\|20x20px\|border\|Bandera de Esmeraldas]] Esmeraldas Petrolero          |                                                                                    |                                                                                    |                        |   |                   |                     |                     | 0                   |                     |                     |  |                  |                      |                      |                      |                      |                      |  |                                                                           |                                                                           |                       |                       |                       |                       |  |             |             |       |       |  |
|  | San Antonio                                                                        | San Antonio                                                                        | 1                                                                                  | 0                                                                                  | 1                      |   |                   |                     |                     |                     |                     |                     |  |                  |                      |                      |                      |                      |                      |  |                                                                           |                                                                           |                       |                       |                       |                       |  |             |             |       |       |  |
|  | San Antonio                                                                        | San Antonio                                                                        | 1                                                                                  | 0                                                                                  | 1                      |   |                   |                     |                     |                     |                     |                     |  |                  |                      |                      |                      |                      |                      |  | San Antonio                                                               | San Antonio                                                               | 1                     | 0                     | 1 (4)                 |                       |  |             |             |       |       |  |
|  |                                                                                    |                                                                                    |                                                                                    |                                                                                    |                        |   |                   |                     |                     |                     |                     |                     |  |                  |                      |                      |                      |                      |                      |  | San Antonio                                                               | San Antonio                                                               | 1                     | 0                     | 1 (4)                 |                       |  |             |             |       |       |  |
|  |                                                                                    |                                                                                    | [[Archivo:\|20x20px\|border\|Bandera de Chimborazo]] Daquilema                     | [[Archivo:\|20x20px\|border\|Bandera de Chimborazo]] Daquilema                     | 1                      | 0 | 1 (2)             |                     |                     |                     |                     |                     |  |                  |                      |                      |                      |                      |                      |  |                                                                           |                                                                           |                       |                       |                       |                       |  |             |             |       |       |  |
|  | Ecuagenera                                                                         | Ecuagenera                                                                         | [[Archivo:\|20x20px\|border\|Bandera de Chimborazo]] Daquilema                     | [[Archivo:\|20x20px\|border\|Bandera de Chimborazo]] Daquilema                     | 1                      | 0 | 1 (2)             | 1                   | 1                   | 2                   |                     |                     |  |                  |                      |                      |                      |                      |                      |  |                                                                           |                                                                           |                       |                       |                       |                       |  |             |             |       |       |  |
|  | Ecuagenera                                                                         | Ecuagenera                                                                         |                                                                                    |                                                                                    |                        |   |                   |                     |                     | 2                   |                     |                     |  |                  |                      |                      |                      |                      |                      |  |                                                                           |                                                                           |                       |                       |                       |                       |  |             |             |       |       |  |
|  | Ind. Azogues                                                                       | Ind. Azogues                                                                       | 1                                                                                  | 0                                                                                  | 1                      |   |                   |                     |                     |                     |                     |                     |  |                  |                      |                      |                      |                      |                      |  |                                                                           |                                                                           |                       |                       |                       |                       |  |             |             |       |       |  |
|  | Ind. Azogues                                                                       | Ind. Azogues                                                                       | 1                                                                                  | 0                                                                                  | 1                      |   | Ecuagenera        | Ecuagenera          | 1                   | 1                   | 2                   |                     |  |                  |                      |                      |                      |                      |                      |  |                                                                           |                                                                           |                       |                       |                       |                       |  |             |             |       |       |  |
|  |                                                                                    |                                                                                    |                                                                                    |                                                                                    |                        |   | Ecuagenera        | Ecuagenera          | 1                   | 1                   | 2                   |                     |  |                  |                      |                      |                      |                      |                      |  |                                                                           |                                                                           |                       |                       |                       |                       |  |             |             |       |       |  |
|  |                                                                                    |                                                                                    | Deportivo Colón                                                                    | Deportivo Colón                                                                    | 7                      | 0 | 7                 |                     |                     |                     |                     |                     |  |                  |                      |                      |                      |                      |                      |  |                                                                           |                                                                           |                       |                       |                       |                       |  |             |             |       |       |  |
|  | Deportivo Colón                                                                    | Deportivo Colón                                                                    | Deportivo Colón                                                                    | Deportivo Colón                                                                    | 7                      | 0 | 7                 | 2                   | 1                   | 3 (6)               |                     |                     |  |                  |                      |                      |                      |                      |                      |  |                                                                           |                                                                           |                       |                       |                       |                       |  |             |             |       |       |  |
|  | Deportivo Colón                                                                    | Deportivo Colón                                                                    |                                                                                    |                                                                                    |                        |   |                   |                     |                     | 3 (6)               |                     |                     |  |                  |                      |                      |                      |                      |                      |  |                                                                           |                                                                           |                       |                       |                       |                       |  |             |             |       |       |  |
|  | [[Archivo:\|20x20px\|border\|Bandera de Pichincha]] Miguel Iturralde               | [[Archivo:\|20x20px\|border\|Bandera de Pichincha]] Miguel Iturralde               | 2                                                                                  | 1                                                                                  | 3 (5)                  |   |                   |                     |                     |                     |                     |                     |  |                  |                      |                      |                      |                      |                      |  |                                                                           |                                                                           |                       |                       |                       |                       |  |             |             |       |       |  |
|  | [[Archivo:\|20x20px\|border\|Bandera de Pichincha]] Miguel Iturralde               | [[Archivo:\|20x20px\|border\|Bandera de Pichincha]] Miguel Iturralde               | 2                                                                                  | 1                                                                                  | 3 (5)                  |   |                   |                     |                     |                     |                     |                     |  | Deportivo Colón  | Deportivo Colón      | 1                    | 4                    | 5 (1)                |                      |  |                                                                           |                                                                           |                       |                       |                       |                       |  |             |             |       |       |  |
|  |                                                                                    |                                                                                    |                                                                                    |                                                                                    |                        |   |                   |                     |                     |                     |                     |                     |  | Deportivo Colón  | Deportivo Colón      | 1                    | 4                    | 5 (1)                |                      |  |                                                                           |                                                                           |                       |                       |                       |                       |  |             |             |       |       |  |
|  |                                                                                    |                                                                                    | [[Archivo:\|20x20px\|border\|Bandera de Chimborazo]] Daquilema                     | [[Archivo:\|20x20px\|border\|Bandera de Chimborazo]] Daquilema                     | 3                      | 2 | 5 (3)             |                     |                     |                     |                     |                     |  |                  |                      |                      |                      |                      |                      |  |                                                                           |                                                                           |                       |                       |                       |                       |  |             |             |       |       |  |
|  | UTC                                                                                | UTC                                                                                | [[Archivo:\|20x20px\|border\|Bandera de Chimborazo]] Daquilema                     | [[Archivo:\|20x20px\|border\|Bandera de Chimborazo]] Daquilema                     | 3                      | 2 | 5 (3)             | 0                   | 1                   | 1                   |                     |                     |  |                  |                      |                      |                      |                      |                      |  |                                                                           |                                                                           |                       |                       |                       |                       |  |             |             |       |       |  |
|  | UTC                                                                                | UTC                                                                                |                                                                                    |                                                                                    |                        |   |                   |                     |                     | 1                   |                     |                     |  |                  |                      |                      |                      |                      |                      |  |                                                                           |                                                                           |                       |                       |                       |                       |  |             |             |       |       |  |
|  | Toreros                                                                            | Toreros                                                                            | 3                                                                                  | 0                                                                                  | 3                      |   |                   |                     |                     |                     |                     |                     |  |                  |                      |                      |                      |                      |                      |  |                                                                           |                                                                           |                       |                       |                       |                       |  |             |             |       |       |  |
|  | Toreros                                                                            | Toreros                                                                            | 3                                                                                  | 0                                                                                  | 3                      |   | Toreros           | Toreros             | 0                   | 0                   | 0                   |                     |  |                  |                      |                      |                      |                      |                      |  |                                                                           |                                                                           |                       |                       |                       |                       |  |             |             |       |       |  |
|  |                                                                                    |                                                                                    |                                                                                    |                                                                                    |                        |   | Toreros           | Toreros             | 0                   | 0                   | 0                   |                     |  |                  |                      |                      |                      |                      |                      |  |                                                                           |                                                                           |                       |                       |                       |                       |  |             |             |       |       |  |
|  |                                                                                    |                                                                                    | [[Archivo:\|20x20px\|border\|Bandera de Chimborazo]] Daquilema                     | [[Archivo:\|20x20px\|border\|Bandera de Chimborazo]] Daquilema                     | 1                      | 1 | 2                 |                     |                     |                     |                     |                     |  |                  |                      |                      |                      |                      |                      |  |                                                                           |                                                                           |                       |                       |                       |                       |  |             |             |       |       |  |
|  | [[Archivo:\|20x20px\|border\|Bandera de Chimborazo]] Daquilema                     | [[Archivo:\|20x20px\|border\|Bandera de Chimborazo]] Daquilema                     | [[Archivo:\|20x20px\|border\|Bandera de Chimborazo]] Daquilema                     | [[Archivo:\|20x20px\|border\|Bandera de Chimborazo]] Daquilema                     | 1                      | 1 | 2                 | 1                   | 1                   | 2                   |                     |                     |  |                  |                      |                      |                      |                      |                      |  |                                                                           |                                                                           |                       |                       |                       |                       |  |             |             |       |       |  |
|  | [[Archivo:\|20x20px\|border\|Bandera de Chimborazo]] Daquilema                     | [[Archivo:\|20x20px\|border\|Bandera de Chimborazo]] Daquilema                     |                                                                                    |                                                                                    |                        |   |                   |                     |                     | 2                   |                     |                     |  |                  |                      |                      |                      |                      |                      |  |                                                                           |                                                                           |                       |                       |                       |                       |  |             |             |       |       |  |
|  | [[Archivo:\|20x20px\|border\|Bandera de Pichincha]] Atlético Vinotinto             | [[Archivo:\|20x20px\|border\|Bandera de Pichincha]] Atlético Vinotinto             | 0                                                                                  | 1                                                                                  | 1                      |   |                   |                     |                     |                     |                     |                     |  |                  |                      |                      |                      |                      |                      |  |                                                                           |                                                                           |                       |                       |                       |                       |  |             |             |       |       |  |
|  | [[Archivo:\|20x20px\|border\|Bandera de Pichincha]] Atlético Vinotinto             | [[Archivo:\|20x20px\|border\|Bandera de Pichincha]] Atlético Vinotinto             | 0                                                                                  | 1                                                                                  | 1                      |   |                   |                     |                     |                     |                     |                     |  |                  |                      |                      |                      |                      |                      |  |                                                                           |                                                                           |                       |                       |                       |                       |  | San Antonio | San Antonio | 1     |       |  |
|  |                                                                                    |                                                                                    |                                                                                    |                                                                                    |                        |   |                   |                     |                     |                     |                     |                     |  |                  |                      |                      |                      |                      |                      |  |                                                                           |                                                                           |                       |                       |                       |                       |  | San Antonio | San Antonio | 1     |       |  |
|  |                                                                                    |                                                                                    | Leones del Norte                                                                   | Leones del Norte                                                                   | 2                      |   |                   |                     |                     |                     |                     |                     |  |                  |                      |                      |                      |                      |                      |  |                                                                           |                                                                           |                       |                       |                       |                       |  |             |             |       |       |  |
|  | Mineros                                                                            | Mineros                                                                            | Leones del Norte                                                                   | Leones del Norte                                                                   | 2                      | 0 | 3                 | 3                   |                     |                     |                     |                     |  |                  |                      |                      |                      |                      |                      |  |                                                                           |                                                                           |                       |                       |                       |                       |  |             |             |       |       |  |
|  | Mineros                                                                            | Mineros                                                                            |                                                                                    |                                                                                    |                        |   |                   |                     |                     |                     |                     |                     |  |                  |                      |                      |                      |                      |                      |  |                                                                           |                                                                           |                       |                       |                       |                       |  |             |             |       |       |  |
|  | Ciudadelas del Norte                                                               | Ciudadelas del Norte                                                               | 0                                                                                  | 0                                                                                  | 0                      |   |                   |                     |                     |                     |                     |                     |  |                  |                      |                      |                      |                      |                      |  |                                                                           |                                                                           |                       |                       |                       |                       |  |             |             |       |       |  |
|  | Ciudadelas del Norte                                                               | Ciudadelas del Norte                                                               | 0                                                                                  | 0                                                                                  | 0                      |   | Mineros           | Mineros             | 1                   | 0                   | 1                   |                     |  |                  |                      |                      |                      |                      |                      |  |                                                                           |                                                                           |                       |                       |                       |                       |  |             |             |       |       |  |
|  |                                                                                    |                                                                                    |                                                                                    |                                                                                    |                        |   | Mineros           | Mineros             | 1                   | 0                   | 1                   |                     |  |                  |                      |                      |                      |                      |                      |  |                                                                           |                                                                           |                       |                       |                       |                       |  |             |             |       |       |  |
|  |                                                                                    |                                                                                    | La Unión                                                                           | La Unión                                                                           | 2                      | 0 | 2                 |                     |                     |                     |                     |                     |  |                  |                      |                      |                      |                      |                      |  |                                                                           |                                                                           |                       |                       |                       |                       |  |             |             |       |       |  |
|  | La Unión                                                                           | La Unión                                                                           | La Unión                                                                           | La Unión                                                                           | 2                      | 0 | 2                 | 0                   | 2                   | 2 (8)               |                     |                     |  |                  |                      |                      |                      |                      |                      |  |                                                                           |                                                                           |                       |                       |                       |                       |  |             |             |       |       |  |
|  | La Unión                                                                           | La Unión                                                                           |                                                                                    |                                                                                    |                        |   |                   |                     |                     | 2 (8)               |                     |                     |  |                  |                      |                      |                      |                      |                      |  |                                                                           |                                                                           |                       |                       |                       |                       |  |             |             |       |       |  |
|  | [[Archivo:\|20x20px\|border\|Bandera de Pichincha]] Tumbaco AV25                   | [[Archivo:\|20x20px\|border\|Bandera de Pichincha]] Tumbaco AV25                   | 1                                                                                  | 1                                                                                  | 2 (7)                  |   |                   |                     |                     |                     |                     |                     |  |                  |                      |                      |                      |                      |                      |  |                                                                           |                                                                           |                       |                       |                       |                       |  |             |             |       |       |  |
|  | [[Archivo:\|20x20px\|border\|Bandera de Pichincha]] Tumbaco AV25                   | [[Archivo:\|20x20px\|border\|Bandera de Pichincha]] Tumbaco AV25                   | 1                                                                                  | 1                                                                                  | 2 (7)                  |   |                   |                     |                     |                     |                     |                     |  | La Unión         | La Unión             | 1                    | 2                    | 3                    |                      |  |                                                                           |                                                                           |                       |                       |                       |                       |  |             |             |       |       |  |
|  |                                                                                    |                                                                                    |                                                                                    |                                                                                    |                        |   |                   |                     |                     |                     |                     |                     |  | La Unión         | La Unión             | 1                    | 2                    | 3                    |                      |  |                                                                           |                                                                           |                       |                       |                       |                       |  |             |             |       |       |  |
|  |                                                                                    |                                                                                    | [[Archivo:\|20x20px\|border\|Bandera de Esmeraldas]] Cimarrón Furia Verde          | [[Archivo:\|20x20px\|border\|Bandera de Esmeraldas]] Cimarrón Furia Verde          | 4                      | 0 | 4                 |                     |                     |                     |                     |                     |  |                  |                      |                      |                      |                      |                      |  |                                                                           |                                                                           |                       |                       |                       |                       |  |             |             |       |       |  |
|  | Dunamis 04                                                                         | Dunamis 04                                                                         | [[Archivo:\|20x20px\|border\|Bandera de Esmeraldas]] Cimarrón Furia Verde          | [[Archivo:\|20x20px\|border\|Bandera de Esmeraldas]] Cimarrón Furia Verde          | 4                      | 0 | 4                 | –                   | 0                   | 0 (4)               |                     |                     |  |                  |                      |                      |                      |                      |                      |  |                                                                           |                                                                           |                       |                       |                       |                       |  |             |             |       |       |  |
|  | Dunamis 04                                                                         | Dunamis 04                                                                         |                                                                                    |                                                                                    |                        |   |                   |                     |                     | 0 (4)               |                     |                     |  |                  |                      |                      |                      |                      |                      |  |                                                                           |                                                                           |                       |                       |                       |                       |  |             |             |       |       |  |
|  | Atl. Samborondón                                                                   | Atl. Samborondón                                                                   | –                                                                                  | 0                                                                                  | 0 (3)                  |   |                   |                     |                     |                     |                     |                     |  |                  |                      |                      |                      |                      |                      |  |                                                                           |                                                                           |                       |                       |                       |                       |  |             |             |       |       |  |
|  | Atl. Samborondón                                                                   | Atl. Samborondón                                                                   | –                                                                                  | 0                                                                                  | 0 (3)                  |   | Dunamis 04        | Dunamis 04          | 1                   | 1                   | 2                   |                     |  |                  |                      |                      |                      |                      |                      |  |                                                                           |                                                                           |                       |                       |                       |                       |  |             |             |       |       |  |
|  |                                                                                    |                                                                                    |                                                                                    |                                                                                    |                        |   | Dunamis 04        | Dunamis 04          | 1                   | 1                   | 2                   |                     |  |                  |                      |                      |                      |                      |                      |  |                                                                           |                                                                           |                       |                       |                       |                       |  |             |             |       |       |  |
|  |                                                                                    |                                                                                    | [[Archivo:\|20x20px\|border\|Bandera de Esmeraldas]] Cimarrón Furia Verde          | [[Archivo:\|20x20px\|border\|Bandera de Esmeraldas]] Cimarrón Furia Verde          | 4                      | 1 | 5                 |                     |                     |                     |                     |                     |  |                  |                      |                      |                      |                      |                      |  |                                                                           |                                                                           |                       |                       |                       |                       |  |             |             |       |       |  |
|  | [[Archivo:\|20x20px\|border\|Bandera de Chimborazo]] Olmedo                        | [[Archivo:\|20x20px\|border\|Bandera de Chimborazo]] Olmedo                        | [[Archivo:\|20x20px\|border\|Bandera de Esmeraldas]] Cimarrón Furia Verde          | [[Archivo:\|20x20px\|border\|Bandera de Esmeraldas]] Cimarrón Furia Verde          | 4                      | 1 | 5                 | 0                   | 0                   | 0                   |                     |                     |  |                  |                      |                      |                      |                      |                      |  |                                                                           |                                                                           |                       |                       |                       |                       |  |             |             |       |       |  |
|  | [[Archivo:\|20x20px\|border\|Bandera de Chimborazo]] Olmedo                        | [[Archivo:\|20x20px\|border\|Bandera de Chimborazo]] Olmedo                        |                                                                                    |                                                                                    |                        |   |                   |                     |                     | 0                   |                     |                     |  |                  |                      |                      |                      |                      |                      |  |                                                                           |                                                                           |                       |                       |                       |                       |  |             |             |       |       |  |
|  | [[Archivo:\|20x20px\|border\|Bandera de Esmeraldas]] Cimarrón Furia Verde          | [[Archivo:\|20x20px\|border\|Bandera de Esmeraldas]] Cimarrón Furia Verde          | 0                                                                                  | 1                                                                                  | 1                      |   |                   |                     |                     |                     |                     |                     |  |                  |                      |                      |                      |                      |                      |  |                                                                           |                                                                           |                       |                       |                       |                       |  |             |             |       |       |  |
|  | [[Archivo:\|20x20px\|border\|Bandera de Esmeraldas]] Cimarrón Furia Verde          | [[Archivo:\|20x20px\|border\|Bandera de Esmeraldas]] Cimarrón Furia Verde          | 0                                                                                  | 1                                                                                  | 1                      |   |                   |                     |                     |                     |                     |                     |  |                  |                      |                      |                      |                      |                      |  | [[Archivo:\|20x20px\|border\|Bandera de Esmeraldas]] Cimarrón Furia Verde | [[Archivo:\|20x20px\|border\|Bandera de Esmeraldas]] Cimarrón Furia Verde | 0                     | 0                     | 0                     |                       |  |             |             |       |       |  |
|  |                                                                                    |                                                                                    |                                                                                    |                                                                                    |                        |   |                   |                     |                     |                     |                     |                     |  |                  |                      |                      |                      |                      |                      |  | [[Archivo:\|20x20px\|border\|Bandera de Esmeraldas]] Cimarrón Furia Verde | [[Archivo:\|20x20px\|border\|Bandera de Esmeraldas]] Cimarrón Furia Verde | 0                     | 0                     | 0                     |                       |  |             |             |       |       |  |
|  |                                                                                    |                                                                                    | Leones del Norte                                                                   | Leones del Norte                                                                   | 1                      | 1 | 2                 |                     |                     |                     |                     |                     |  |                  |                      |                      |                      |                      |                      |  |                                                                           |                                                                           |                       |                       |                       |                       |  |             |             |       |       |  |
|  | Leones del Norte                                                                   | Leones del Norte                                                                   | Leones del Norte                                                                   | Leones del Norte                                                                   | 1                      | 1 | 2                 | 3                   | 2                   | 5                   |                     |                     |  |                  |                      |                      |                      |                      |                      |  |                                                                           |                                                                           |                       |                       |                       |                       |  |             |             |       |       |  |
|  | Leones del Norte                                                                   | Leones del Norte                                                                   |                                                                                    |                                                                                    |                        |   |                   |                     |                     | 5                   |                     |                     |  |                  |                      |                      |                      |                      |                      |  |                                                                           |                                                                           |                       |                       |                       |                       |  |             |             |       |       |  |
|  | Huaquillas                                                                         | Huaquillas                                                                         | 2                                                                                  | 0                                                                                  | 2                      |   |                   |                     |                     |                     |                     |                     |  |                  |                      |                      |                      |                      |                      |  |                                                                           |                                                                           |                       |                       |                       |                       |  |             |             |       |       |  |
|  | Huaquillas                                                                         | Huaquillas                                                                         | 2                                                                                  | 0                                                                                  | 2                      |   | Leones del Norte  | Leones del Norte    | 2                   | 2                   | 4                   |                     |  |                  |                      |                      |                      |                      |                      |  |                                                                           |                                                                           |                       |                       |                       |                       |  |             |             |       |       |  |
|  |                                                                                    |                                                                                    |                                                                                    |                                                                                    |                        |   | Leones del Norte  | Leones del Norte    | 2                   | 2                   | 4                   |                     |  |                  |                      |                      |                      |                      |                      |  |                                                                           |                                                                           |                       |                       |                       |                       |  |             |             |       |       |  |
|  |                                                                                    |                                                                                    | Guaranda                                                                           | Guaranda                                                                           | 1                      | 0 | 1                 |                     |                     |                     |                     |                     |  |                  |                      |                      |                      |                      |                      |  |                                                                           |                                                                           |                       |                       |                       |                       |  |             |             |       |       |  |
|  | Ciudad de Tulcán                                                                   | Ciudad de Tulcán                                                                   | Guaranda                                                                           | Guaranda                                                                           | 1                      | 0 | 1                 | 1                   | 1                   | 2                   |                     |                     |  |                  |                      |                      |                      |                      |                      |  |                                                                           |                                                                           |                       |                       |                       |                       |  |             |             |       |       |  |
|  | Ciudad de Tulcán                                                                   | Ciudad de Tulcán                                                                   |                                                                                    |                                                                                    |                        |   |                   |                     |                     | 2                   |                     |                     |  |                  |                      |                      |                      |                      |                      |  |                                                                           |                                                                           |                       |                       |                       |                       |  |             |             |       |       |  |
|  | Guaranda                                                                           | Guaranda                                                                           | 2                                                                                  | 2                                                                                  | 4                      |   |                   |                     |                     |                     |                     |                     |  |                  |                      |                      |                      |                      |                      |  |                                                                           |                                                                           |                       |                       |                       |                       |  |             |             |       |       |  |
|  | Guaranda                                                                           | Guaranda                                                                           | 2                                                                                  | 2                                                                                  | 4                      |   |                   |                     |                     |                     |                     |                     |  | Leones del Norte | Leones del Norte     | 1                    | 1                    | 2                    |                      |  |                                                                           |                                                                           |                       |                       |                       |                       |  |             |             |       |       |  |
|  |                                                                                    |                                                                                    |                                                                                    |                                                                                    |                        |   |                   |                     |                     |                     |                     |                     |  | Leones del Norte | Leones del Norte     | 1                    | 1                    | 2                    |                      |  |                                                                           |                                                                           |                       |                       |                       |                       |  |             |             |       |       |  |
|  |                                                                                    |                                                                                    | Deportivo Quevedo                                                                  | Deportivo Quevedo                                                                  | 1                      | 0 | 1                 |                     |                     |                     |                     |                     |  |                  |                      |                      |                      |                      |                      |  |                                                                           |                                                                           |                       |                       |                       |                       |  |             |             |       |       |  |
|  | Baños C. F.                                                                        | Baños C. F.                                                                        | Deportivo Quevedo                                                                  | Deportivo Quevedo                                                                  | 1                      | 0 | 1                 | 1                   | 3                   | 4                   |                     |                     |  |                  |                      |                      |                      |                      |                      |  |                                                                           |                                                                           |                       |                       |                       |                       |  |             |             |       |       |  |
|  | Baños C. F.                                                                        | Baños C. F.                                                                        |                                                                                    |                                                                                    |                        |   |                   |                     |                     | 4                   |                     |                     |  |                  |                      |                      |                      |                      |                      |  |                                                                           |                                                                           |                       |                       |                       |                       |  |             |             |       |       |  |
|  | Río Babahoyo                                                                       | Río Babahoyo                                                                       | 0                                                                                  | 1                                                                                  | 1                      |   |                   |                     |                     |                     |                     |                     |  |                  |                      |                      |                      |                      |                      |  |                                                                           |                                                                           |                       |                       |                       |                       |  |             |             |       |       |  |
|  | Río Babahoyo                                                                       | Río Babahoyo                                                                       | 0                                                                                  | 1                                                                                  | 1                      |   | Baños C. F.       | Baños C. F.         | 0                   | 2                   | 2                   |                     |  |                  |                      |                      |                      |                      |                      |  |                                                                           |                                                                           |                       |                       |                       |                       |  |             |             |       |       |  |
|  |                                                                                    |                                                                                    |                                                                                    |                                                                                    |                        |   | Baños C. F.       | Baños C. F.         | 0                   | 2                   | 2                   |                     |  |                  |                      |                      |                      |                      |                      |  |                                                                           |                                                                           |                       |                       |                       |                       |  |             |             |       |       |  |
|  |                                                                                    |                                                                                    | Deportivo Quevedo                                                                  | Deportivo Quevedo                                                                  | 1                      | 2 | 3                 |                     |                     |                     |                     |                     |  |                  |                      |                      |                      |                      |                      |  |                                                                           |                                                                           |                       |                       |                       |                       |  |             |             |       |       |  |
|  | Deportivo Quevedo                                                                  | Deportivo Quevedo                                                                  | Deportivo Quevedo                                                                  | Deportivo Quevedo                                                                  | 1                      | 2 | 3                 | 0                   | 5                   | 5                   |                     |                     |  |                  |                      |                      |                      |                      |                      |  |                                                                           |                                                                           |                       |                       |                       |                       |  |             |             |       |       |  |
|  | Deportivo Quevedo                                                                  | Deportivo Quevedo                                                                  |                                                                                    |                                                                                    |                        |   |                   |                     |                     | 5                   |                     |                     |  |                  |                      |                      |                      |                      |                      |  |                                                                           |                                                                           |                       |                       |                       |                       |  |             |             |       |       |  |
|  | Politécnico                                                                        | Politécnico                                                                        | 1                                                                                  | 0                                                                                  | 1                      |   |                   |                     |                     |                     |                     |                     |  |                  |                      |                      |                      |                      |                      |  |                                                                           |                                                                           |                       |                       |                       |                       |  |             |             |       |       |  |
|  | Politécnico                                                                        | Politécnico                                                                        | 1                                                                                  | 0                                                                                  | 1                      |   |                   |                     |                     |                     |                     |                     |  |                  |                      |                      |                      |                      |                      |  |                                                                           |                                                                           |                       |                       |                       |                       |  |             |             |       |       |  |
|  |                                                                                    |                                                                                    |                                                                                    |                                                                                    |                        |   |                   |                     |                     |                     |                     |                     |  |                  |                      |                      |                      |                      |                      |  |                                                                           |                                                                           |                       |                       |                       |                       |  |             |             |       |       |  |

- Nota: El equipo ubicado en la primera línea de cada llave fue el que ejerció la localía en el partido de vuelta, la final se juega a partido único en cancha neutral.

#### Campeón
| Bandera de Provincia de Imbabura                   |
| Leones del Norte 1.er título Ascendió a la Serie B |
| También ascendió San Antonio como subcampeón.      |

## Torneos femeninos de la Conmebol

### Grupo A
| Equipo            | Pts. | PJ | PG | PE | PP | GF | GC | Dif. |
| ----------------- | ---- | -- | -- | -- | -- | -- | -- | ---- |
| Palmeiras         | 9    | 3  | 3  | 0  | 0  | 15 | 3  | 12   |
| Atlético Nacional | 6    | 3  | 2  | 0  | 1  | 9  | 6  | 3    |
| Barcelona         | 3    | 3  | 1  | 0  | 2  | 5  | 10 | -5   |
| Caracas           | 0    | 3  | 0  | 0  | 3  | 2  | 12 | -10  |

| 5 de octubre de 2023 | Palmeiras                                                                                          | 5:0 (1:0) | Barcelona | Estadio Pascual Guerrero, Cali |                         |
| 15:00                | Poliana 32' · Bia Zaneratto 51' (pen.) · Amanda Gutierres 64' · Katrine 74' · Letícia Moreno 90+3' | Reporte   |           | Árbitra: Zulma Quiñonez        | Árbitra: Zulma Quiñonez |

| 8 de octubre de 2023 | Barcelona               | 2:3 (1:0) | Atlético Nacional                | Estadio Pascual Guerrero, Cali |                               |
| 17:30                | Gracia 33' · Cuadra 69' | Reporte   | Valencia 51', 73' · González 76' | Árbitra: María Belén Carvajal  | Árbitra: María Belén Carvajal |

| 11 de octubre de 2023 | Barcelona                   | 3:2 (1:0) | Caracas             | Estadio Pascual Guerrero, Cali |                         |
| 15:00                 | Riera 3', 88' (pen.), 90+2' | Reporte   | Colmenárez 47', 73' | Árbitra: Zulma Quiñonez        | Árbitra: Zulma Quiñonez |

## Primera etapa

### Grupo A

#### Clasificación
| Pos. | Equipo               | Pts. | PJ | G | E | P | GF | GC | Dif. |  |
| ---- | -------------------- | ---- | -- | - | - | - | -- | -- | ---- |  |
| 1    | Barcelona            | 29   | 12 | 9 | 2 | 1 | 45 | 5  | +40  |  |
| 2    | Leones del Norte     | 27   | 12 | 9 | 0 | 3 | 19 | 12 | +7   |  |
| 3    | Universidad Católica | 16   | 12 | 4 | 4 | 4 | 17 | 21 | −4   |  |
| 4    | Ñañas                | 14   | 12 | 4 | 2 | 6 | 12 | 15 | −3   |  |
| 5    | El Nacional          | 13   | 12 | 3 | 4 | 5 | 8  | 15 | −7   |  |
| 6    | Ñusta                | 10   | 12 | 3 | 1 | 8 | 6  | 22 | −16  |  |
| 7    | Quito                | 9    | 12 | 2 | 3 | 7 | 10 | 27 | −17  |  |

 Fuente: FEF
Criterios de clasificación: 1) Puntos; 2) Diferencia de goles; 3) Goles marcados; 4) Goles de visitante; 5) Fair Play; 6) Sorteo Público
|  | Clasificados a la Segunda etapa. |

### Grupo B

#### Clasificación
| Pos. | Equipo                  | Pts. | PJ | G  | E | P  | GF | GC | Dif. |  |
| ---- | ----------------------- | ---- | -- | -- | - | -- | -- | -- | ---- |  |
| 1    | Independiente del Valle | 34   | 12 | 11 | 1 | 0  | 54 | 7  | +47  |  |
| 2    | Liga de Quito           | 28   | 12 | 9  | 1 | 2  | 29 | 11 | +18  |  |
| 3    | Deportivo Ibarra        | 21   | 12 | 6  | 3 | 3  | 35 | 15 | +20  |  |
| 4    | Espuce                  | 19   | 12 | 6  | 1 | 5  | 30 | 20 | +10  |  |
| 5    | Macará                  | 11   | 12 | 3  | 2 | 7  | 23 | 22 | +1   |  |
| 6    | Carneras                | 7    | 12 | 2  | 1 | 9  | 8  | 38 | −30  |  |
| 7    | Patria                  | 1    | 12 | 0  | 1 | 11 | 6  | 72 | −66  |  |

 Fuente: FEF
Criterios de clasificación: 1) Puntos; 2) Diferencia de goles; 3) Goles marcados; 4) Goles de visitante; 5) Fair Play; 6) Sorteo Público
|  | Clasificados a la Segunda etapa. |

## Segunda etapa

### Cuadrangulares semifinales

#### Grupo A
| Pos. | Equipo           | Pts. | PJ | G | E | P | GF | GC | Dif. |  |     | BSC | LDU | DIB | ÑAÑ |
| ---- | ---------------- | ---- | -- | - | - | - | -- | -- | ---- |  | --- | --- | --- | --- | --- |
| 1    | Barcelona        | 15   | 6  | 5 | 0 | 1 | 15 | 4  | +11  |  |     | —   | 4–0 | 2–0 | 5–2 |
| 2    | Liga de Quito    | 10   | 6  | 3 | 1 | 2 | 14 | 12 | +2   |  |     | 2–1 | —   | 4–1 | 2–3 |
| 3    | Deportivo Ibarra | 5    | 6  | 1 | 2 | 3 | 7  | 13 | −6   |  | 0–2 | 1–1 | —   | 3–3 |     |
| 4    | Ñañas            | 4    | 6  | 1 | 1 | 4 | 11 | 18 | −7   |  | 0–1 | 2–5 | 1–2 | —   |     |

 Fuente: FEF

#### Grupo B
| Pos. | Equipo                  | Pts. | PJ | G | E | P | GF | GC | Dif. |  |     | IDV | ESP | LEO | UCT |
| ---- | ----------------------- | ---- | -- | - | - | - | -- | -- | ---- |  | --- | --- | --- | --- | --- |
| 1    | Independiente del Valle | 18   | 6  | 6 | 0 | 0 | 16 | 1  | +15  |  |     | —   | 2–0 | 2–1 | 3–0 |
| 2    | Espuce                  | 7    | 6  | 2 | 1 | 3 | 9  | 11 | −2   |  |     | 0–2 | —   | 3–1 | 3–1 |
| 3    | Leones del Norte        | 5    | 6  | 1 | 2 | 3 | 7  | 13 | −6   |  | 0–4 | 1–1 | —   | 2–2 |     |
| 4    | Universidad Católica    | 4    | 6  | 1 | 1 | 4 | 8  | 15 | −7   |  | 0–3 | 4–2 | 1–2 | —   |     |

 Fuente: FEF
|  | Clasificado a la Final. |

## Final
| Ida; 2 de septiembre | Barcelona | 0 – 0   | Independiente del Valle | Estadio Monumental Banco Pichincha, Guayaquil |                               |
| 11:00                |           | Reporte |                         | Árbitro(s): Marcelly Zambrano                 | Árbitro(s): Marcelly Zambrano |

| Vuelta; 10 de septiembre                                                                                         | Independiente del Valle | 0 – 3 (Global 0 – 3) | Barcelona                       | Estadio Banco Guayaquil, Quito |                                |
| 11:00 |                         | Reporte              | Riera 37', 83' · Espinoza 90+5' | Árbitro(s): Verónica Guazhambo | Árbitro(s): Verónica Guazhambo |
| Primera final que Barcelona remonta un marcador adverso en la ida, en esta ocasión jugando la revancha en Quito. |                         |                      |                                 |                                |                                |

|                               |
| Bandera de Guayas             |
| Campeón Barcelona 1.er título |

## Fase Final
El cuadro final lo disputan los 16 equipos clasificados de las Asociaciones Provinciales, se emparejaron desde la ronda de octavos de final. La conformación de las llaves se realizó por parte del Departamento de Competiciones de la FEF el 1 de noviembre de 2023.
|  | Octavos de final                                                     | Octavos de final                   | Octavos de final                                          | Octavos de final                   |   |                                                               | Cuartos de final                   | Cuartos de final                   | Cuartos de final                   | Cuartos de final                   |  |            | Semifinales                      | Semifinales                      | Semifinales                      | Semifinales                      |  |         | Final           | Final           |  |
|  | 10 de noviembre al 19 de noviembre                                   | 10 de noviembre al 19 de noviembre | 10 de noviembre al 19 de noviembre                        | 10 de noviembre al 19 de noviembre |   |                                                               | 22 de noviembre al 27 de noviembre | 22 de noviembre al 27 de noviembre | 22 de noviembre al 27 de noviembre | 22 de noviembre al 27 de noviembre |  |            | 1 de diciembre al 9 de diciembre | 1 de diciembre al 9 de diciembre | 1 de diciembre al 9 de diciembre | 1 de diciembre al 9 de diciembre |  |         | 16 de diciembre | 16 de diciembre |  |
|  |                                                                      |                                    |                                                           |                                    |   |                                                               |                                    |                                    |                                    |                                    |  |            |                                  |                                  |                                  |                                  |  |         |                 |                 |  |
|  |                                                                      |                                    |                                                           |                                    |   |                                                               |                                    |                                    |                                    |                                    |  |            |                                  |                                  |                                  |                                  |  |         |                 |                 |  |
|  | Emelec                                                               | 15                                 | 7                                                         | 22                                 |   |                                                               |                                    |                                    |                                    |                                    |  |            |                                  |                                  |                                  |                                  |  |         |                 |                 |  |
|  | Emelec                                                               | 15                                 | 7                                                         | 22                                 |   |                                                               |                                    |                                    |                                    |                                    |  |            |                                  |                                  |                                  |                                  |  |         |                 |                 |  |
|  | Gualaceo                                                             | 1                                  | 2                                                         | 3                                  |   |                                                               |                                    |                                    |                                    |                                    |  |            |                                  |                                  |                                  |                                  |  |         |                 |                 |  |
|  | Gualaceo                                                             | 1                                  | 2                                                         | 3                                  |   | Emelec                                                        | 0                                  | 1                                  | 1                                  |                                    |  |            |                                  |                                  |                                  |                                  |  |         |                 |                 |  |
|  |                                                                      |                                    |                                                           |                                    |   | Emelec                                                        | 0                                  | 1                                  | 1                                  |                                    |  |            |                                  |                                  |                                  |                                  |  |         |                 |                 |  |
|  |                                                                      |                                    | Toreros                                                   | 1                                  | 3 | 4                                                             |                                    |                                    |                                    |                                    |  |            |                                  |                                  |                                  |                                  |  |         |                 |                 |  |
|  | [[Archivo:\|20x20px\|border\|Bandera de Pichincha]] Quiteñas         | 0                                  | Toreros                                                   | 1                                  | 3 | 4                                                             | 0                                  | 0                                  |                                    |                                    |  |            |                                  |                                  |                                  |                                  |  |         |                 |                 |  |
|  | [[Archivo:\|20x20px\|border\|Bandera de Pichincha]] Quiteñas         | 0                                  |                                                           |                                    |   |                                                               |                                    |                                    |                                    |                                    |  |            |                                  |                                  |                                  |                                  |  |         |                 |                 |  |
|  | Toreros                                                              | 2                                  | 2                                                         | 4                                  |   |                                                               |                                    |                                    |                                    |                                    |  |            |                                  |                                  |                                  |                                  |  |         |                 |                 |  |
|  | Toreros                                                              | 2                                  | 2                                                         | 4                                  |   |                                                               |                                    |                                    |                                    |                                    |  | Toreros    | 2                                | 0                                | 2                                |                                  |  |         |                 |                 |  |
|  |                                                                      |                                    |                                                           |                                    |   |                                                               |                                    |                                    |                                    |                                    |  | Toreros    | 2                                | 0                                | 2                                |                                  |  |         |                 |                 |  |
|  |                                                                      |                                    | Dep.Santo Domingo                                         | 0                                  | 0 | 0                                                             |                                    |                                    |                                    |                                    |  |            |                                  |                                  |                                  |                                  |  |         |                 |                 |  |
|  | [[Archivo:\|20x20px\|border\|Bandera de Pichincha]] DP7 Sport        | 2                                  | Dep.Santo Domingo                                         | 0                                  | 0 | 0                                                             | 2                                  | 4 (5)                              |                                    |                                    |  |            |                                  |                                  |                                  |                                  |  |         |                 |                 |  |
|  | [[Archivo:\|20x20px\|border\|Bandera de Pichincha]] DP7 Sport        | 2                                  |                                                           |                                    |   |                                                               |                                    |                                    |                                    |                                    |  |            |                                  |                                  |                                  |                                  |  |         |                 |                 |  |
|  | Oriental                                                             | 0                                  | 4                                                         | 4 (4)                              |   |                                                               |                                    |                                    |                                    |                                    |  |            |                                  |                                  |                                  |                                  |  |         |                 |                 |  |
|  | Oriental                                                             | 0                                  | 4                                                         | 4 (4)                              |   | [[Archivo:\|20x20px\|border\|Bandera de Pichincha]] DP7 Sport | 1                                  | 0                                  | 1                                  |                                    |  |            |                                  |                                  |                                  |                                  |  |         |                 |                 |  |
|  |                                                                      |                                    |                                                           |                                    |   | [[Archivo:\|20x20px\|border\|Bandera de Pichincha]] DP7 Sport | 1                                  | 0                                  | 1                                  |                                    |  |            |                                  |                                  |                                  |                                  |  |         |                 |                 |  |
|  |                                                                      |                                    | Dep.Santo Domingo                                         | 3                                  | 2 | 5                                                             |                                    |                                    |                                    |                                    |  |            |                                  |                                  |                                  |                                  |  |         |                 |                 |  |
|  | Cuenca F.C.                                                          | 0                                  | Dep.Santo Domingo                                         | 3                                  | 2 | 5                                                             | 0                                  | 0                                  |                                    |                                    |  |            |                                  |                                  |                                  |                                  |  |         |                 |                 |  |
|  | Cuenca F.C.                                                          | 0                                  |                                                           |                                    |   |                                                               |                                    |                                    |                                    |                                    |  |            |                                  |                                  |                                  |                                  |  |         |                 |                 |  |
|  | Dep.Santo Domingo                                                    | 3                                  | 3                                                         | 6                                  |   |                                                               |                                    |                                    |                                    |                                    |  |            |                                  |                                  |                                  |                                  |  |         |                 |                 |  |
|  | Dep.Santo Domingo                                                    | 3                                  | 3                                                         | 6                                  |   |                                                               |                                    |                                    |                                    |                                    |  |            |                                  |                                  |                                  |                                  |  | Toreros | 4               |                 |  |
|  |                                                                      |                                    |                                                           |                                    |   |                                                               |                                    |                                    |                                    |                                    |  |            |                                  |                                  |                                  |                                  |  | Toreros | 4               |                 |  |
|  |                                                                      |                                    | Dep.Cuenca                                                | 0                                  |   |                                                               |                                    |                                    |                                    |                                    |  |            |                                  |                                  |                                  |                                  |  |         |                 |                 |  |
|  | 9 de Octubre                                                         | 0                                  | Dep.Cuenca                                                | 0                                  | 0 | 0                                                             |                                    |                                    |                                    |                                    |  |            |                                  |                                  |                                  |                                  |  |         |                 |                 |  |
|  | 9 de Octubre                                                         | 0                                  |                                                           |                                    |   |                                                               |                                    |                                    |                                    |                                    |  |            |                                  |                                  |                                  |                                  |  |         |                 |                 |  |
|  | Cuenca City                                                          | 3                                  | 3                                                         | 6                                  |   |                                                               |                                    |                                    |                                    |                                    |  |            |                                  |                                  |                                  |                                  |  |         |                 |                 |  |
|  | Cuenca City                                                          | 3                                  | 3                                                         | 6                                  |   | Cuenca City                                                   | 0                                  | 1                                  | 1                                  |                                    |  |            |                                  |                                  |                                  |                                  |  |         |                 |                 |  |
|  |                                                                      |                                    |                                                           |                                    |   | Cuenca City                                                   | 0                                  | 1                                  | 1                                  |                                    |  |            |                                  |                                  |                                  |                                  |  |         |                 |                 |  |
|  |                                                                      |                                    | Dep.Cuenca                                                | 4                                  | 0 | 4                                                             |                                    |                                    |                                    |                                    |  |            |                                  |                                  |                                  |                                  |  |         |                 |                 |  |
|  | [[Archivo:\|20x20px\|border\|Bandera de Pichincha]] Calderón Xportus | 1                                  | Dep.Cuenca                                                | 4                                  | 0 | 4                                                             | 2                                  | 3                                  |                                    |                                    |  |            |                                  |                                  |                                  |                                  |  |         |                 |                 |  |
|  | [[Archivo:\|20x20px\|border\|Bandera de Pichincha]] Calderón Xportus | 1                                  |                                                           |                                    |   |                                                               |                                    |                                    |                                    |                                    |  |            |                                  |                                  |                                  |                                  |  |         |                 |                 |  |
|  | Dep.Cuenca                                                           | 2                                  | 5                                                         | 7                                  |   |                                                               |                                    |                                    |                                    |                                    |  |            |                                  |                                  |                                  |                                  |  |         |                 |                 |  |
|  | Dep.Cuenca                                                           | 2                                  | 5                                                         | 7                                  |   |                                                               |                                    |                                    |                                    |                                    |  | Dep.Cuenca | 1                                | 3                                | 4                                |                                  |  |         |                 |                 |  |
|  |                                                                      |                                    |                                                           |                                    |   |                                                               |                                    |                                    |                                    |                                    |  | Dep.Cuenca | 1                                | 3                                | 4                                |                                  |  |         |                 |                 |  |
|  |                                                                      |                                    | [[Archivo:\|20x20px\|border\|Bandera de Pichincha]] Aucas | 0                                  | 1 | 1                                                             |                                    |                                    |                                    |                                    |  |            |                                  |                                  |                                  |                                  |  |         |                 |                 |  |
|  | [[Archivo:\|20x20px\|border\|Bandera de Pichincha]] Aucas            | 2                                  | [[Archivo:\|20x20px\|border\|Bandera de Pichincha]] Aucas | 0                                  | 1 | 1                                                             | 0                                  | 2                                  |                                    |                                    |  |            |                                  |                                  |                                  |                                  |  |         |                 |                 |  |
|  | [[Archivo:\|20x20px\|border\|Bandera de Pichincha]] Aucas            | 2                                  |                                                           |                                    |   |                                                               |                                    |                                    |                                    |                                    |  |            |                                  |                                  |                                  |                                  |  |         |                 |                 |  |
|  | Orense                                                               | 1                                  | 0                                                         | 1                                  |   |                                                               |                                    |                                    |                                    |                                    |  |            |                                  |                                  |                                  |                                  |  |         |                 |                 |  |
|  | Orense                                                               | 1                                  | 0                                                         | 1                                  |   | [[Archivo:\|20x20px\|border\|Bandera de Pichincha]] Aucas     | 1                                  | 3                                  | 4                                  |                                    |  |            |                                  |                                  |                                  |                                  |  |         |                 |                 |  |
|  |                                                                      |                                    |                                                           |                                    |   | [[Archivo:\|20x20px\|border\|Bandera de Pichincha]] Aucas     | 1                                  | 3                                  | 4                                  |                                    |  |            |                                  |                                  |                                  |                                  |  |         |                 |                 |  |
|  |                                                                      |                                    | Atlético San Miguel                                       | 1                                  | 1 | 2                                                             |                                    |                                    |                                    |                                    |  |            |                                  |                                  |                                  |                                  |  |         |                 |                 |  |
|  | Atlético San Miguel                                                  | 2                                  | Atlético San Miguel                                       | 1                                  | 1 | 2                                                             | 3                                  | 5                                  |                                    |                                    |  |            |                                  |                                  |                                  |                                  |  |         |                 |                 |  |
|  | Atlético San Miguel                                                  | 2                                  |                                                           |                                    |   |                                                               |                                    |                                    |                                    |                                    |  |            |                                  |                                  |                                  |                                  |  |         |                 |                 |  |
|  | [[Archivo:\|20x20px\|border\|Bandera de Pichincha]] Sandino          | 2                                  | 0                                                         | 3                                  |   |                                                               |                                    |                                    |                                    |                                    |  |            |                                  |                                  |                                  |                                  |  |         |                 |                 |  |
|  | [[Archivo:\|20x20px\|border\|Bandera de Pichincha]] Sandino          | 2                                  | 0                                                         | 3                                  |   |                                                               |                                    |                                    |                                    |                                    |  |            |                                  |                                  |                                  |                                  |  |         |                 |                 |  |
|  |                                                                      |                                    |                                                           |                                    |   |                                                               |                                    |                                    |                                    |                                    |  |            |                                  |                                  |                                  |                                  |  |         |                 |                 |  |

#### Campeón
|                             |
| Bandera de Guayas           |
| Campeón Toreros 1.er título |